# Christopher Nolan
Pour les articles homonymes, voir Nolan.
Sir Christopher Nolan (prononcé en anglais américain : /ˈkɹɪstəfɚ ˈnoʊlən/), né le 30 juillet 1970 à Westminster (Londres), est un réalisateur, scénariste, producteur et monteur britannico-américain.
Ses films ont rapporté plus de 6 milliards de dollars dans le monde et ont obtenu de nombreuses distinctions. En 2015, Time le désigne comme l'une des cent personnes les plus influentes dans le monde, tandis qu'en 2019, il est nommé à l'ordre de l'Empire britannique par la reine Élisabeth II pour services rendus aux arts cinématographiques.
Né et élevé à Londres, Nolan développe un intérêt pour le cinéma dès son plus jeune âge. Après avoir étudié la littérature anglaise à l'University College de Londres, il fait ses débuts dans le cinéma avec Following (1998). Nolan acquiert une reconnaissance internationale avec son deuxième film, Memento (2000), pour lequel il est nommé à l'Oscar du meilleur scénario original. Il passe du cinéma indépendant au cinéma de studio avec Insomnia (2002) et rencontre un nouveau succès critique et commercial avec la trilogie Dark Knight (2005-2012), Le Prestige (2006) et Inception (2010), qui reçoit huit nominations aux Oscars, notamment pour le meilleur film et le meilleur scénario original. Suivent Interstellar (2014), Dunkerque (2017), Tenet (2020) et Oppenheimer (2023). Pour Dunkerque, il obtient une nomination aux Oscars pour le prix du meilleur film et sa première nomination pour le prix du meilleur réalisateur. Pour Oppenheimer, il reçoit notamment deux Golden Globes, pour meilleur film dramatique et meilleur réalisateur, ainsi que deux Oscars, ceux du meilleur réalisateur et du meilleur film.
Nourrie de préoccupations philosophiques, sociologiques ou éthiques, son œuvre explore la moralité humaine, la construction du temps et la malléabilité de la mémoire et de l'identité personnelle. Elle se singularise par la présence d'éléments métafictifs, de changements temporels, de perspectives solipsistes, de narrations non linéaires, d'effets spéciaux pratiques, de formats larges et de relations analogues entre le langage visuel et les éléments narratifs. Il coécrit plusieurs de ses films avec son frère Jonathan et dirige la société de production Syncopy Films avec sa femme Emma Thomas.

## Biographie

### Jeunesse et formation
Christopher Edward Nolan naît à Westminster, à Londres, et grandit à Highgate,, d’un père britannique, Brendan James Nolan, publicitaire travaillant comme directeur artistique, et d’une mère américaine, Christina (née Jensen), qui travaille successivement comme hôtesse de l'air puis comme professeur d'anglais,,. De ce fait, il possède les nationalités britannique et américaine. L'enfance de Nolan est partagée entre Londres et Evanston, dans l'Illinois, ville d’origine de sa mère,,. Il a un frère aîné, Matthew, et un frère cadet, Jonathan, qui travaille également dans le domaine du cinéma. Il est élevé dans la religion catholique bien qu'il se définisse lui-même comme étant agnostique.
En grandissant, Nolan est particulièrement influencé par le travail de Ridley Scott et par les films de science-fiction 2001, l'Odyssée de l'espace (2001: A Space Odyssey, 1968) et Star Wars (1977),. Il commence à faire des films à l'âge de sept ans, empruntant la caméra Super 8 de son père et filmant des figurines,, dont un hommage à Star Wars en stop motion intitulé Space Wars. Il fait jouer son frère Jonathan et construit des décors à partir « d'argile, de farine, de boîtes à œufs et de rouleaux de papier toilette ». Son oncle, qui travaille à la NASA sur le système de guidage des fusées Apollo, lui envoie la vidéo d'un lancement de fusée, avec laquelle Nolan s'amuse à faire des montages : « Je les ai re-filmées hors de l'écran et je les ai insérées, en pensant que personne ne le remarquerait », dira plus tard Nolan,,. Dès l'âge de onze ans, il aspire à devenir un cinéaste professionnel. Entre 1981 et 1983, Nolan s'inscrit à Barrow Hills, une école préparatoire catholique de Weybridge, dans le Surrey, dirigée par des prêtres joséphites. À l'adolescence, Nolan commence à réaliser des films avec Adrien et Roko Belic. Nolan et Roko coréalisent le surréaliste court-métrage Tarantella (1989), un film surréaliste tourné en 8 mm diffusé sur Image Union, une vitrine indépendante spécialisée dans les films et la vidéo appartenant à la chaîne Public Broadcasting Service,,.

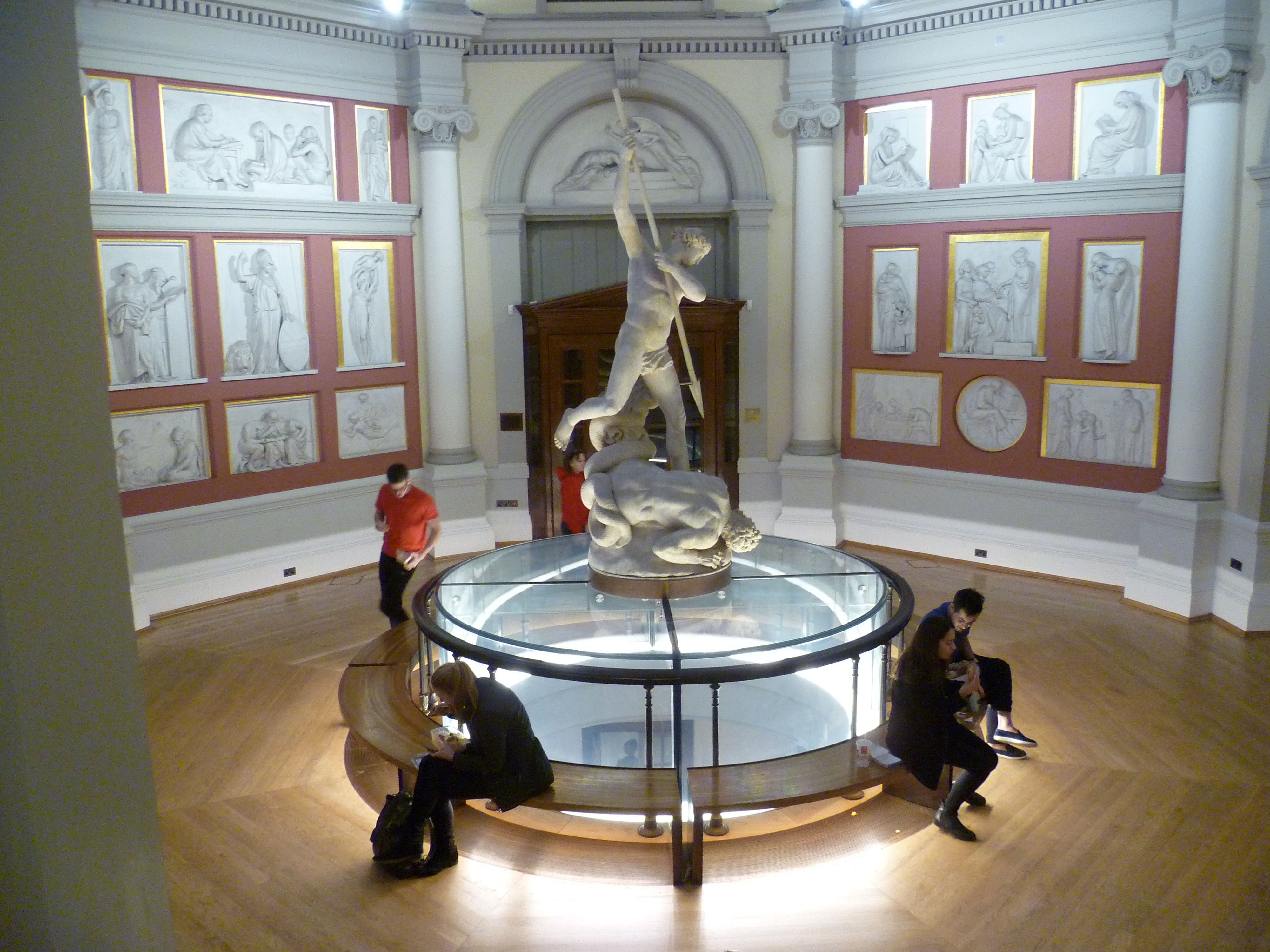
La Flaxman Gallery de la University College of London est utilisée par Nolan pour une scène dans Inception (2010).

Élève du Haileybury and Imperial Service College, une école privée à Hertford Heath dans le Hertfordshire, Nolan étudie ensuite la littérature anglaise au University College de Londres (UCL). Renonçant à une formation cinématographique traditionnelle, il poursuit « un diplôme dans un domaine sans rapport avec le cinéma... parce que cela donne une vision différente des choses ». Il choisit l'UCL spécifiquement pour ses installations de production de films, qui comprend une salle de montage Steenbeck et des caméras 16 mm. Nolan est président de l'Union's Film Society et il projette avec Emma Thomas, sa future épouse et productrice, des films en 35 mm durant l'année scolaire ; ils utilisent l'argent récolté pour produire des films en 16 mm pendant leurs vacances d'été.

### Carrière

#### Débuts remarqués (1993-2003)
Après l'obtention de son diplôme en 1993, Nolan commence à travailler comme lecteur de scénario, caméraman et réalisateur de vidéos d'entreprises et de films industriels,,. En 1995, il commence à travailler sur le court-métrage Larceny (1995), filmé sur un week-end en noir et blanc et avec des moyens limités et une équipe réduite,. Financé par Nolan et tourné avec l'équipement de la société, le court-métrage est projeté au Festival du Film de Cambridge en 1996 et est considéré comme l'un des meilleurs courts-métrages de l'UCL. Il réalise un troisième court-métrage, Doodlebug (1997), l'histoire d'un homme chassant un insecte avec une chaussure, pour finalement découvrir que c'est une miniature de lui-même,. Nolan et Thomas tentent pour la première fois de réaliser un long-métrage au milieu des années 1990 avec un projet intitulé Larry Mahoney, qui finit par être abandonné. À cette période de sa carrière, Nolan n'a quasiment aucune chance de faire voir le jour à ses projets cinématographiques : il appelle cette période « la pile de lettres de refus ».
Il critique plus tard le manque d'investissements dans le cinéma en Grande-Bretagne et le manque d'ouverture d'esprit des investisseurs : « Au Royaume-Uni, les possibilités de financement sont très limitées. Pour être honnête, c'est un endroit très fermé... Je n'ai jamais eu le moindre soutien de l'industrie cinématographique britannique ».
En 1998, Nolan réalise son premier long-métrage, Following, le suiveur (Following), qu'il écrit, réalise, photographie et monte. Le film raconte l'histoire d'un jeune romancier en panne d'inspiration (Jeremy Theobald) qui, pour pallier son manque d'imagination, suit des inconnus, choisis au hasard, dans les rues de Londres. Ne parvenant pas à garder ses distances, il est progressivement aspiré dans un milieu criminel. Le film est inspiré de l'expérience de Nolan à Londres, où son appartement a été cambriolé : « Il existe un lien intéressant entre l'étranger qui prend vos biens et le concept de suivre les gens au hasard dans une foule, les deux étant peu ordinaires pour des relations sociales ». Coproduit avec Emma Thomas et Jeremy Theobald, Following est réalisé pour un budget très modeste de 3 000 livres sterling,. La plupart des acteurs et de l'équipe sont des amis du réalisateur et le tournage se déroule sur plusieurs week-ends, au cours d'une année. Pour économiser la pellicule, chaque scène dans le film est préalablement répétée de façon intensive afin de ne faire qu'une ou deux prises pour le montage final,. Following remporte de nombreuses récompenses, et est plutôt bien reçu par la critique. Le New Yorker affirme que Following « fait écho aux classiques de Hitchcock… en plus subtil et plus méchant ». Le 11 décembre 2012, le film sort en DVD et Blu-ray et intègre la Criterion Collection.

« [La] différence entre tourner Following avec des amis portant nos propres vêtements et ma mère qui leur fait des sandwichs et dépenser 4 millions de dollars payés par quelqu'un d'autre avec Memento et avoir une équipe d'une centaine de personnes est, à ce jour, le plus grand saut que j'ai jamais fait »

Le succès de Following permet à Nolan de réaliser un projet plus ambitieux, Memento (2000). C'est son frère Jonathan qui lui soumet l'histoire d'un homme atteint d'une amnésie antérograde, qui utilise des notes et des tatouages pour traquer l'assassin de sa femme. Jonathan utilise cette histoire dans une nouvelle intitulée Memento Mori (2001), tandis que son frère en développe un scénario dont l'histoire est racontée à l'envers. Aaron Ryder, un cadre de chez Newmarket Films, déclare que c'est « peut-être le script le plus innovant que j'ai jamais vu ». Le film est doté d'un budget de 4,5 millions de dollars, avec Guy Pearce et Carrie-Anne Moss dans les rôles principaux. Memento est diffusé pour la première fois en septembre 2000 au Festival international du film de Venise et est acclamé par la critique.
Joe Morgenstern écrit dans sa critique du Wall Street Journal : « Je ne me souviens pas qu'un film ait paru aussi intelligent, étrangement touchant et sournoisement drôle en même temps ». Basil Smith, dans le livre The Philosophy of Neo-Noir, dessine une comparaison avec l'Essai sur l'entendement humain de John Locke, qui fait valoir que nos souvenirs conscients constituent notre identité, un thème que Nolan explore dans le film. Le film, qui totalise près de 40 millions de dollars de recettes mondiales, est un succès au box-office. Memento reçoit un certain nombre de distinctions, notamment des nominations aux Oscars et aux Golden Globes au prix du meilleur scénario, mais aussi deux récompenses aux Independent Spirit Award pour les prix de la meilleure réalisation et du meilleur scénario, ainsi qu'une nomination à la Directors Guild of America. Memento est considéré par de nombreux critiques comme l'un des meilleurs films des années 2000. En 2017, le film est sélectionné par la Bibliothèque du Congrès aux États-Unis pour être conservé au National Film Registry, jugé « culturellement, historiquement ou esthétiquement important ».

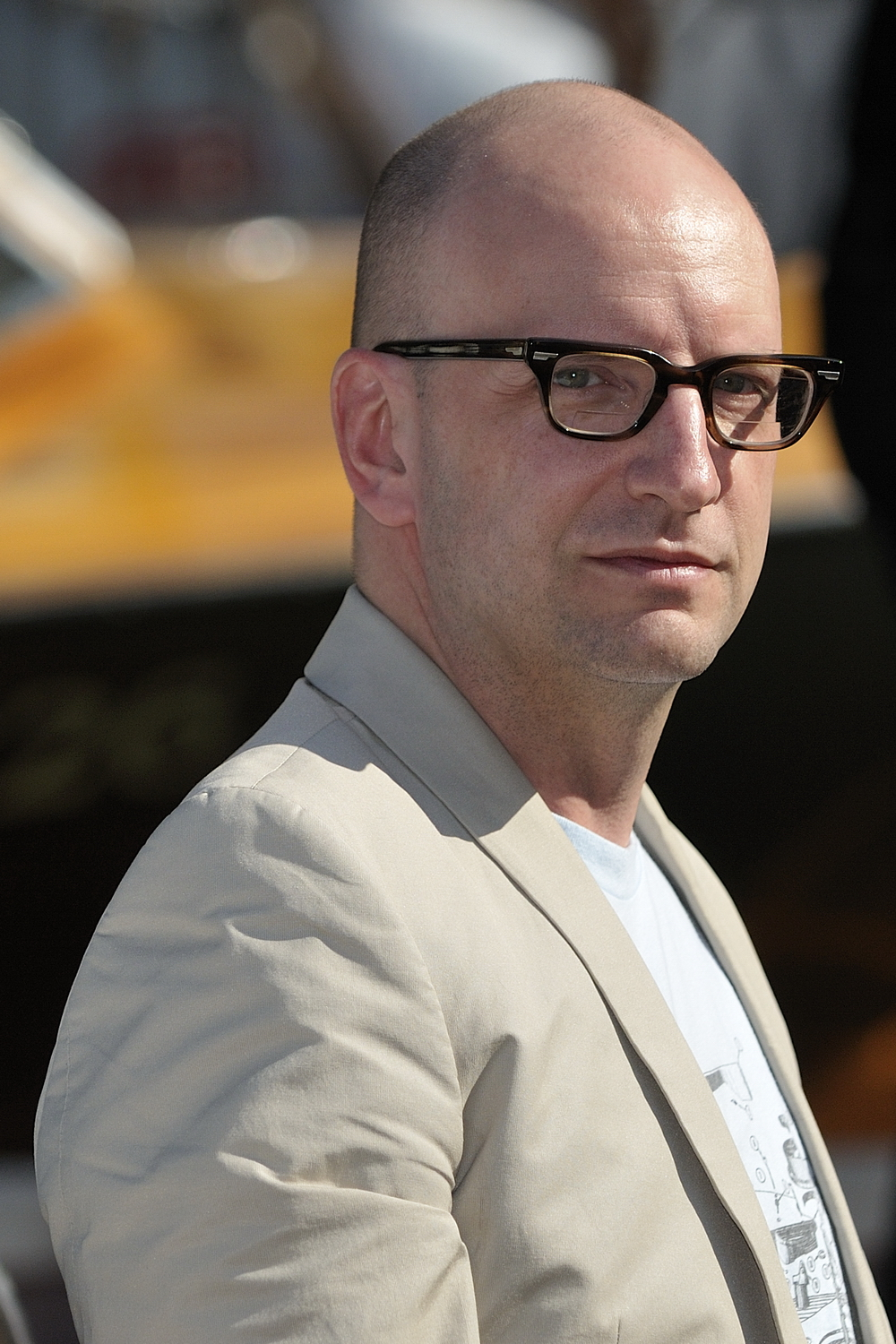
Le réalisateur Steven Soderbergh soutient Nolan dans sa transition vers le cinéma des grands studios.

Impressionné par son travail sur Memento, Steven Soderbergh recrute Nolan pour réaliser le thriller psychologique Insomnia (2002). Le film met en scène les vedettes oscarisées Al Pacino, Robin Williams et Hilary Swank. Warner Bros. souhaite initialement un réalisateur plus expérimenté, mais Soderbergh et sa société de production Section Eight Productions se battent pour Nolan, pour ses choix de Wally Pfister à la photographie et de Dody Dorn au montage. Avec un budget de 46 millions de dollars, Insomnia est décrit comme « un film Hollywoodien plus conventionnel que les œuvres précédentes du réalisateur ». Remake d'un film norvégien du même nom, sorti en 1997, Insomnia raconte l'histoire de deux policiers de Los Angeles envoyés dans une ville d'Alaska pour enquêter sur le meurtre méthodique d'une adolescente. Les critiques sont globalement positives et le film obtient de bons résultats au box-office, récoltant près de 113 millions de dollars dans le monde entier,. Le critique de cinéma Roger Ebert félicite le film pour son introduction de nouvelles perspectives et idées sur les questions de la morale et de la culpabilité : « Contrairement à beaucoup de remakes, le Insomnia de Nolan n'est pas une pâle copie, mais un réexamen du contenu, comme une nouvelle version d'une bonne pièce ». Richard Schickel du Time estime que Insomnia est « un digne successeur » de Memento qui « privilégie l'atmosphère à un mystère pas vraiment mystérieux ». Erik Skjoldbjærg, le réalisateur du film original, est satisfait de la version de Nolan, la jugeant « intelligemment conçue, avec une bonne direction du réalisateur ».
Après Insomnia, Nolan planifie un film biographique sur Howard Hughes mettant en vedette Jim Carrey. Il écrit un scénario, mais après avoir appris que Martin Scorsese est déjà en train de réaliser un biopic sur le même personnage (Aviator, 2004), il abandonne le scénario à contrecœur et se dirige vers d'autres projets,. Après avoir refusé une offre pour réaliser le film historique Troie (Troy, 2004), Nolan travaille sur l'adaptation du roman The Keys to the Street de Ruth Rendell dans un scénario qu'il a l'intention de réaliser pour la Fox Searchlight Pictures, mais il abandonne finalement le projet en raison des similitudes qu'il présente avec ses précédents films. Nolan doit aussi adapter la série télévisée Le Prisonnier au cinéma, mais le projet est lui aussi abandonné.

#### Consécration (2003-2013)
Au début de l'année 2003, Nolan approche Warner Bros. avec l'idée de faire un nouveau film Batman. Nolan est fasciné par l'idée d'ancrer le film dans un univers réaliste qui rappelle davantage un drame classique qu'un fantasme de bande dessinée. Le réalisateur utilise principalement des cascades traditionnelles et des effets miniatures pendant le tournage et limite l'utilisation d'effets spéciaux numériques. Batman Begins est le plus grand projet entrepris par Nolan depuis le début de sa carrière. Sorti dans les salles en juin 2005, le film connaît un succès critique et commercial. Avec pour vedettes Christian Bale dans le rôle principal, ainsi que Michael Caine, Liam Neeson, Gary Oldman, Morgan Freeman ou encore Cillian Murphy, Batman Begins relance la franchise, annonçant une tendance de reboots sombres retraçant les origines de personnages d'une saga,. Le film raconte les origines de l'histoire du personnage : Bruce Wayne qui a peur des chauves-souris, la mort de ses parents, son épopée pour devenir Batman et, enfin, son combat contre Ra's al Ghul qui souhaite détruire Gotham City. Il est notamment applaudi pour sa profondeur psychologique et sa pertinence contemporaine. Kyle Smith du New York Post le qualifie d'« avertissement aux responsables des jolies aventures d'hommes en collants. Il efface le sourire en coin des films de super-héros ». Batman Begins est le huitième plus grand succès cinématographique de l'année 2005 aux États-Unis et le neuvième dans le monde. Il est nommé à l'Oscar de la meilleure photographie et remporte également trois BAFTA Awards. Un article publié dans le magazine Forbes à l'occasion du dixième anniversaire du film en décrit l'influence sur les films de super-héros : « Le terme reboot fait maintenant partie de notre vocabulaire courant, les films d'origine de super-héros ont surfé sur la vague du sombre et du dur et nous avons maintenant une nouvelle perception de narration d'une adaptation en film d'une bande dessinée ».
Avant de revenir à la trilogie Batman, Nolan réalise, co-écrit et produit Le Prestige (The Prestige, 2006), adaptation d'un roman de Christopher Priest qui raconte l'histoire de deux prestidigitateurs rivaux au XIXe siècle. En 2001, lorsque Nolan est en postproduction pour Insomnia, il demande à son frère Jonathan Nolan de l'aider à écrire le script pour le film. Le scénario naît de la collaboration intermittente entre les deux frères pendant cinq ans. Nolan a initialement l'intention de réaliser le film dès 2003, mais le projet est reporté après qu'il a accepté de réaliser Batman Begins. Avec Hugh Jackman, Christian Bale et Scarlett Johansson dans les rôles principaux, Le Prestige reçoit des retours élogieux et rapporte 109 millions de dollars dans le monde entier,. Avec un conte sombre et mouvementé, Roger Ebert décrit le film comme « atmosphérique, obsessionnel, presque satanique ». Pour le Los Angeles Times, le film est un mélodrame troublant et ambitieux, qui donne à comprendre « le prix à payer pour l'immortalité dans un domaine créatif ». Philip French écrit dans sa critique pour le Guardian : « Outre l'excitation intellectuelle ou philosophique qu'il suscite, Le Prestige est captivant, plein de suspense, mystérieux, émouvant et souvent sombrement drôle... ». Le Prestige est nommé aux Oscars de la meilleure photographie et des meilleurs décors.

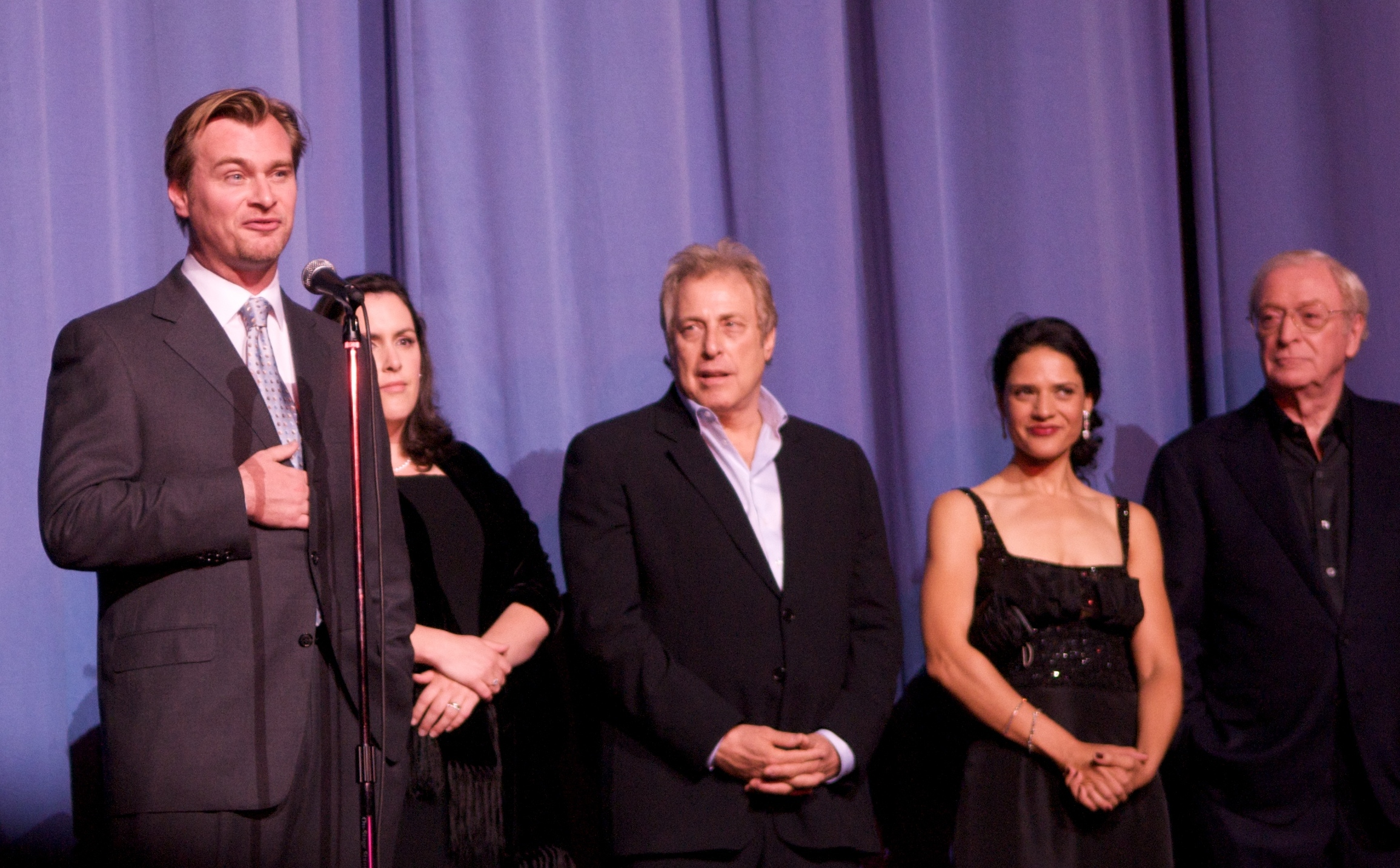
Nolan avec le casting et l'équipe de The Dark Knight (2008) lors de la première européenne à Londres.

En juillet 2006, Nolan annonce que la suite de Batman Begins s'intitule The Dark Knight : Le Chevalier noir (The Dark Knight, 2008). Le film raconte l'histoire de Batman essayant d'arrêter le personnage du Joker (joué par Heath Ledger) dans sa frénésie criminelle. En faisant cette suite, Nolan veut insister sur la noirceur du premier film et raconter « la dynamique de l'histoire d'une ville, avec une grande organisation criminelle et dans laquelle vous êtes à la recherche de la police, du système judiciaire, d'un justicier, des criminels, des riches et des pauvres ». Sorti en 2008, très acclamé par la critique, The Dark Knight est considéré comme l'un des meilleurs films des années 2000 et, plus encore, comme l'un des meilleurs films de super-héros de l'histoire du cinéma,,. Manohla Dargis du New York Times écrit que, d'un point de vue artistique, le film est supérieur à beaucoup de blockbusters : « Situé entre l'art et l'industrie, entre la poésie et le divertissement, il est plus sombre et plus profond que tous les autres films hollywoodiens dans le cinéma de super-héros ». Roger Ebert le décrit de même comme « un film hanté, qui saute au-delà de ses origines et devient un drame captivant ». Le film enregistre, au cours de son exploitation, un certain nombre de records au box-office, rapportant plus d'un milliard de dollars dans le monde. C'est le premier long-métrage tourné, au moins en partie, avec le format 15/70 mm des caméras IMAX. À la 81e Cérémonie des Oscars, le film est nommé huit fois et a remporté deux prix : celui du meilleur montage sonore et, à titre posthume, celui du meilleur acteur dans un second rôle pour Heath Ledger. Nolan est reconnu par ses pairs après ses nominations aux Directors Guild of America (DGA), Writers Guild of America (WGA) et Producers Guild of America (PGA). Jugé « culturellement, historiquement ou esthétiquement important », The Dark Knight est sélectionné en 2017 par la Bibliothèque du Congrès aux États-Unis pour être conservé au National Film Registry.

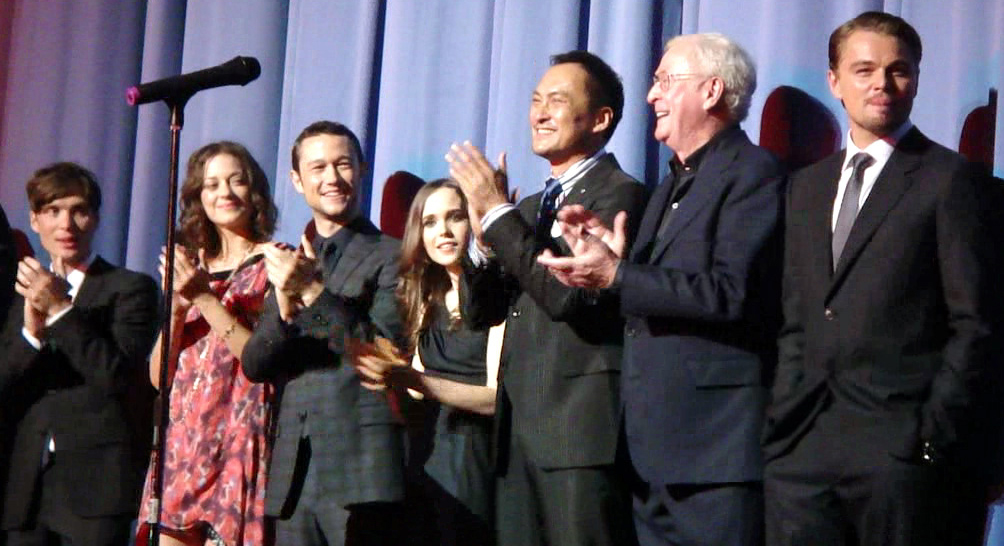
La distribution de Inception à l'avant-première du film en juillet 2010.

Après le triomphe de The Dark Knight, Nolan signe un contrat avec Warner Bros. pour réaliser Inception (2010). Il est également scénariste et coproducteur du film, qu'il décrit comme « un film d'action avec de la science-fiction contemporaine mise dans l'architecture de l'esprit ». Avec une distribution prestigieuse menée par Leonardo DiCaprio, le film sort le 16 juillet 2010 et connaît un succès critique et commercial. Le Chicago Sun-Times décerne au film un « A+ » et le consacre comme « l'un des meilleurs films du XXIe siècle ». Pour Mark Kermode, il s'agit du meilleur de l'année 2010 : « Inception est la preuve que les gens ne sont pas stupides, que le cinéma n'est pas trash et qu'il est possible pour les blockbusters et l'art d'être la même chose »,. Le film rapporte plus de 820 millions de dollars à travers le monde et est nommé pour huit Oscars, dont celui du meilleur film. Il remporte les Oscars de la meilleure photographie, du meilleur mixage de son, du meilleur montage de son et des meilleurs effets visuels. Nolan est également nommé aux BAFTA et aux Golden Globes.
En 2012, Nolan réalise son troisième et dernier film Batman, The Dark Knight Rises, avec Christian Bale qui reprend le rôle-titre. Bien que Nolan ait d'abord hésité à revenir à la série, il accepte de revenir après avoir développé une histoire avec son frère et David S. Goyer qui, selon lui, terminerait la série sur une bonne note,. Le film sort en juillet 2012 et reçoit des critiques positives ; Andrew O'Hehir de Salon.com le qualifie de « spectacle auteuriste à une échelle jamais possible et jamais tentée auparavant »,. Christy Lemire de l'Associated Press écrit dans sa critique que Nolan conclut sa trilogie d'une « manière spectaculaire et ambitieuse », mais n'apprécie pas l'histoire « surchargée » et sa noirceur excessive. Comme son prédécesseur, le film est un succès au box-office, devenant le treizième film à atteindre le milliard de dollars. Lors de la projection du film à minuit au cinéma Century 16 d'Aurora, dans le Colorado, un tireur ouvre le feu à l'intérieur de la salle, tuant 12 personnes et en blessant 58 autres. Nolan fait une déclaration à la presse pour exprimer ses condoléances aux victimes de ce qu'il décrit comme une tragédie insensée. Le film est considéré comme l'un des meilleurs de la décennie, les meilleurs films de super-héros de tous les temps et les meilleurs films de tous les temps ,,,,,,,,

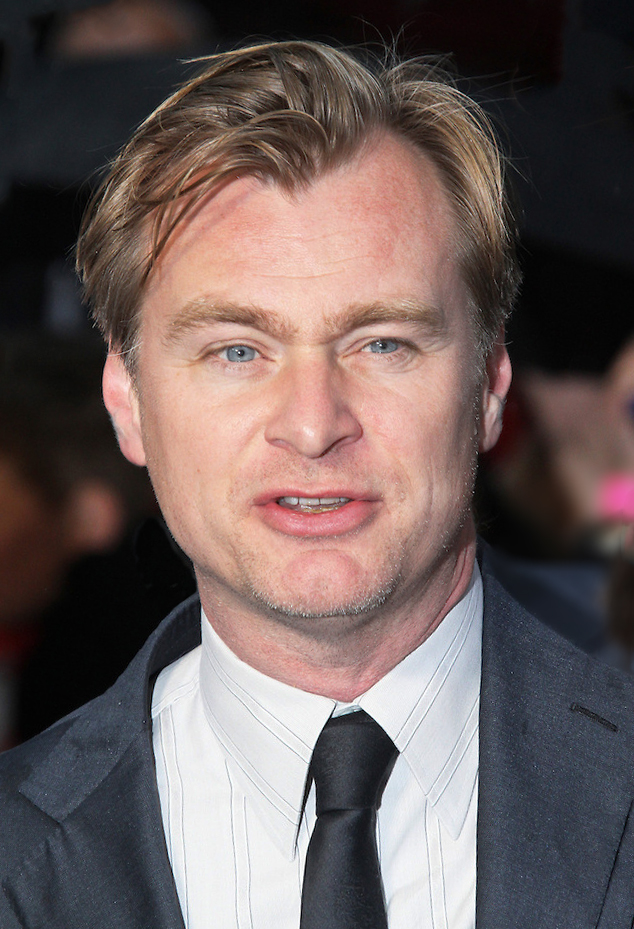
Nolan à la première de Man of Steel à Londres en 2013.

Au cours de discussions sur le scénario de The Dark Knight Rises en 2010, Goyer indique à Nolan son idée de remettre Superman dans un contexte moderne. Impressionné par le concept de premier contact proposé par Goyer, Nolan lance alors l'idée de Man of Steel (2013) à Warner Bros., qui embauche Nolan à la production et Zack Snyder à la réalisation,. Mettant en vedette Henry Cavill, Amy Adams, Kevin Costner, Russell Crowe et Michael Shannon, Man of Steel rapporte plus de 660 millions de dollars au box-office, mais reçoit des critiques divisées. Malgré cet accueil mitigé, Nolan se dit très impressionné par le travail de Snyder, affirmant que le réalisateur a « frappé un grand coup » et qu'il estime que le film est autant capable d'enthousiasmer le public que la version de 1978 avec Christopher Reeve qui l'avait marqué.

#### Cinéaste établi (2014-2019)

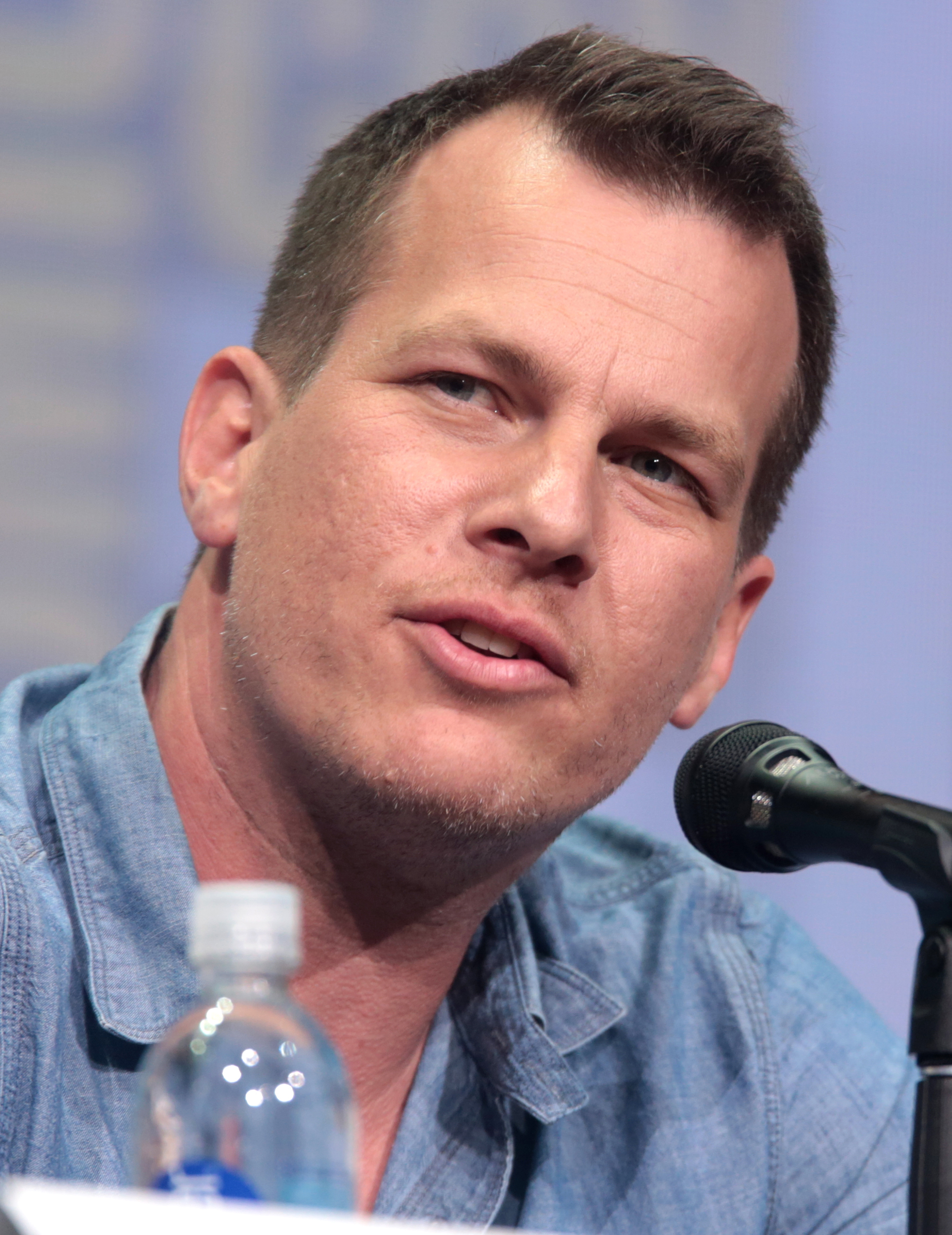
Le frère de Nolan, Jonathan, coécrit le scénario dInterstellar.

En janvier 2013, il est annoncé officiellement que Nolan va réaliser, écrire et produire un film de science-fiction intitulé Interstellar. Les premiers jets du scénario sont écrits par Jonathan Nolan et le film était censé être réalisé par Steven Spielberg. Basé sur les travaux scientifiques du célèbre physicien Kip Thorne, le film suit un groupe d'astronautes qui traversent un trou de ver à la recherche d'un nouveau foyer pour l'humanité. Avec Matthew McConaughey, Anne Hathaway, Michael Caine, Matt Damon, Jessica Chastain ou encore Mackenzie Foy, Interstellar sort en salles le 5 novembre 2014 et reçoit des critiques positives ; le film obtient aussi de bons résultats au box-office, avec plus de 700 millions de dollars de recettes dans le monde entier,,. A. O. Scott écrit, dans sa critique pour le New York Times, « Interstellar, qui regorge d'éblouissements visuels et d'ambitions thématiques [...] est une aventure futuriste de grande envergure animée par le chagrin, l'effroi et le regret ». La documentariste Toni Myers déclare, à propos du film : « Je l'ai adoré parce qu'il aborde l'aspect le plus difficile de l'exploration humaine, à savoir le fait qu'il s'agit d'un voyage multigénérationnel. C'était une véritable œuvre d'art ». Interstellar est particulièrement félicité pour sa précision scientifique, conduisant à la publication de deux articles scientifiques, et au fait que l'American Journal of Physics recommande désormais aux écoles de montrer le film pendant les cours de sciences,. Il est aussi nommé parmi les meilleurs films de l'année par l'American Film Institute (AFI). À la 87e cérémonie des Oscars, le film remporte l'Oscar des meilleurs effets visuels et reçoit quatre autres nominations (musique de film, mixage son, montage sonore, décors). Nolan et Thomas sont producteurs exécutifs sur le film Transcendance (2014), le premier film de Wally Pfister, chef opérateur de longue date de Nolan.
Au milieu des années 2010, Nolan participe à plusieurs projets de préservation et de distribution de films de cinéastes moins connus. En 2015, la société de production de Nolan Syncopy forme une coentreprise avec Zeitgeist Films dans l'optique de sortir des éditions Blu-ray des films de Zeitgeist les plus prestigieux. À l'occasion de la sortie en Blu-ray des films d'animation des frères Quay, Nolan réalise le court-métrage documentaire Quay. Il lance également une tournée cinématographique en l'honneur des deux frères, en ressortant notamment les courts-métrages In Absentia, The Comb ou encore Street of Crocodiles dans certaines salles de cinéma. Les initiatives ainsi que le court-métrage de Nolan sont salués par la critique. IndieWire écrit d'ailleurs dans sa critique que les frères « auront des centaines, si ce n'est des milliers de fans en plus grâce à Nolan, et que The Quay Brothers en 35 mm sera toujours l'une des contributions les importantes de ce dernier au cinéma »,. Défenseur de la survie du support analogique, Nolan et l'artiste visuelle Tacita Dean invitent les représentants des principales archives cinématographiques américaines, des laboratoires et des institutions de présentation à participer à un sommet informel intitulé Reframing the Future of Film au Getty Museum en mars 2015,. Des événements ultérieurs ont lieu à la Tate Modern de Londres, au Museo Tamayo de Mexico et au Tata Theatre de Mumbai. Toujours en 2015, Nolan rejoint le conseil d'administration de la Film Foundation, une association vouée à la préservation des films. Le réalisateur est aussi nommé, avec Martin Scorsese, par la Bibliothèque du Congrès pour siéger au National Film Preservation Board (NFPB) en tant que représentant de la Directors Guild of America (DGA).
Après avoir été producteur exécutif aux côtés d'Emma Thomas sur Batman v Superman : L'Aube de la justice (Batman v Superman: Dawn of Justice, 2016) et Justice League (2017) de Zack Snyder,, Nolan revient à la réalisation avec Dunkerque (Dunkirk, 2017). Basé sur son propre scénario original et coproduit avec Thomas, l'histoire se déroule au milieu de la Seconde Guerre mondiale et de l'évacuation de Dunkerque, en France, en mai 1940. Décrivant le film comme un récit de survie avec une structure en triptyque, Nolan souhaite faire un « film sensoriel, presque expérimental » avec un minimum de dialogues. Il déclare avoir attendu pour réaliser Dunkerque d'avoir gagné la confiance d'un grand studio qui lui permettrait de le faire comme un film britannique, mais avec un budget américain. Avant le tournage, Nolan demande conseil à Steven Spielberg, qui déclare plus tard dans un entretien avec Variety : « Sachant et respectant le fait que Chris [Nolan] est l'un des cinéastes les plus imaginatifs du monde, je lui ai conseillé de laisser son imagination, comme je l'ai fait pour Il faut sauver le soldat Ryan [(Saving Private Ryan, 1998)], au second plan par rapport aux recherches qu'il effectue pour rendre authentique ce drame historique ». Avec Fionn Whitehead, Jack Lowden, Aneurin Barnard, Harry Styles, Tom Hardy, Mark Rylance, Cillian Murphy et Kenneth Branagh, Dunkerque sort en salles en juillet 2017, bénéficiant d'un accueil critique favorable et de bons résultats au box-office,,. Le film rapporte plus de 526 millions de dollars dans le monde entier, ce qui en fait le film sur la Seconde Guerre mondiale le plus rentable de tous les temps. Dans sa critique, Mick LaSalle du San Francisco Chronicle écrit : « C'est l'un des meilleurs films de guerre jamais réalisés, distinct dans son aspect, dans son approche et dans l'effet qu'il produit sur les spectateurs. Il existe des films — ils sont rares — qui vous sortent de votre situation actuelle et vous immergent si complètement dans une autre expérience que vous en restez bouche bée. Dunkerque est ce genre de film ». Le film reçoit de nombreux éloges et Nolan obtient sa première nomination à l'Oscar du meilleur réalisateur.
En 2018, Nolan supervise une nouvelle copie 70 mm de 2001, l'Odyssée de l'espace (1968) de Stanley Kubrick, réalisée à partir du négatif original de la caméra ; il la présente au Festival de Cannes 2018. USA Today observe que les festivaliers accueillent le réalisateur « comme une rock star avec une ovation debout ». Un an plus tard, Nolan et Thomas produisent The Doll's Breath (2019), un court-métrage d'animation réalisé par les frères Quay. À la fin de la décennie, Nolan jouit d'une réputation d'« auteur hollywoodien » et de « réalisateur vedette »,. The Cinemaholic écrit : « Une célébrité à part entière, il est l'un des noms les plus reconnaissables dans le monde de la réalisation. Il connaît un succès sans précédent, tant sur le plan commercial que critique — un exploit rare à réaliser par tous les moyens. Il y a des légions de fans à travers le monde — et pas seulement en Amérique — qui le vénèrent et suivent le moindre de ses gestes ».

#### Période difficile et consécration (depuis 2020)
La réalisation suivante de Nolan est un mélange de film d'espionnage et de science-fiction, Tenet (2020), décrit par le Sunday Times comme un concentré des obsessions du cinéaste. Nolan travaille sur le scénario pendant plus de cinq ans après avoir mis en place les idées centrales pendant plus d'une décennie. Retardé trois fois en raison de la pandémie de Covid-19, Tenet sort en août 2020 et devient le premier blockbuster hollywoodien à sortir en salles depuis le début de la pandémie. Avec John David Washington, Robert Pattinson, Elizabeth Debicki, Dimple Kapadia, Michael Caine et Kenneth Branagh, le film rapporte plus de 360 millions de dollars au box-office mondial, pour un budget de 200 millions hors marketing,. Tenet reçoit des critiques généralement positives, mais est également considéré comme le film le plus polarisant de sa carrière. Peter Bradshaw du Guardian attribue cinq étoiles au film, le qualifiant de « grotesque dans la tradition du Point de non-retour de Boorman ou même de Zabriskie Point d'Antonioni, un jeu d'esprit pince-sans-rire, une cadence cérébrale, une floraison pince-sans-rire d'invraisemblance folle, mais surchargé d'énergie et d'imagination stéroïdiennes ». Leslie Felperin du Hollywood Reporter le décrit comme « un film froid et cérébral — facile à admirer, surtout parce qu'il est si audacieux et original, mais presque impossible à aimer, car il manque d'humanité ». Le film remporte le prix des meilleurs effets visuels à la 93e cérémonie des Oscars et est également nommé pour le prix des meilleurs décors.
Après la sortie de Tenet, Nolan rejoint le conseil consultatif de la Society of Motion Picture and Television Engineers, tandis que le livre de Tom Shone sur le travail de Nolan, The Nolan Variations: The Movies, Mysteries, and Marvels of Christopher Nolan (2020), est acclamé par la critique,. Sam Mendes le qualifie d'« érudit, complexe, labyrinthique et expansif — aussi proche que possible du dessin d'Escher qu'est le remarquable cerveau de Christopher Nolan ». Nolan et Thomas sont producteurs exécutifs sur Zack Snyder's Justice League (2021), la version director's cut de Justice League (2017).
En septembre 2021, il est annoncé que le douzième film de Nolan est un biopic centré sur Robert Oppenheimer et son rôle dans le développement de la bombe atomique. Le film est financé et distribué par Universal Pictures, marquant la première fois depuis Memento que le réalisateur ne fait pas un film pour Warner Bros. L'accord avec Universal est conclu lorsque, après avoir rencontré d'autres studios, Nolan se voit promettre un budget de production d'environ 100 millions de dollars avec un budget marketing conséquent, un contrôle créatif total, 20 % des recettes brutes, une fenêtre de 100 jours dans les salles et une période pendant laquelle le studio ne sort pas de film pendant les trois semaines précédant ou suivant la sortie du film. En octobre 2021, il est annoncé que le film, intitulé Oppenheimer et tourné en IMAX et en 65 mm, sort le 21 juillet 2023. Le film met en vedette Cillian Murphy dans le rôle-titre, tandis que Hoyte van Hoytema, Jennifer Lame et Ludwig Göransson, qui ont déjà collaboré avec Nolan, reviennent tous dans leurs rôles techniques respectifs. En 2024, il est récompensé par l’Oscar du meilleur réalisateur pour Oppenheimer.
Le 18 décembre 2024, le Roi Charles III l'anoblit lui et son épouse Emma Thomas. Ils obtiennent donc tous les deux respectivement des titres de Sir et de Dame.

### Vie privée

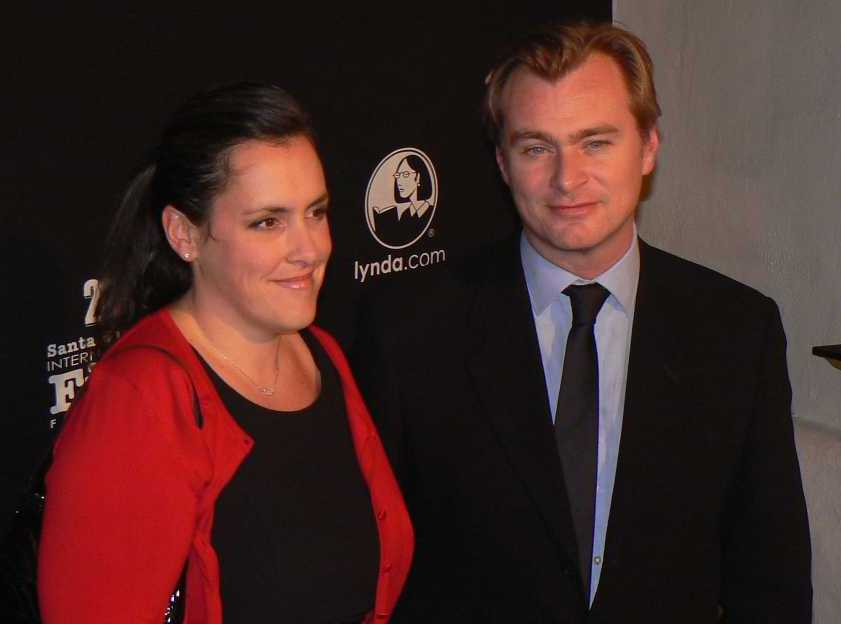
Emma Thomas et son époux Christopher Nolan au Festival international du film de Santa Barbara, le 30 janvier 2011.

À l'âge de dix-neuf ans, Christopher Nolan fait la rencontre d'Emma Thomas au University College de Londres,. Emma Thomas travaille en tant que productrice sur tous les films de son mari. En 2001, après le succès de Memento, ils décident de fonder leur propre société de production, nommée Syncopy Films. Le couple, qui s'est marié en 1997, a quatre enfants et habite à Los Angeles,. Désireux de protéger sa vie privée, Nolan ne l'évoque que rarement dans ses interviews. Toutefois, il a partagé publiquement certaines de ses préoccupations concernant l'avenir, telles que l'état actuel des armes nucléaires et des questions environnementales qui, selon lui, doivent être abordées. Il exprime également son admiration pour l'objectivité scientifique, souhaitant qu'elle soit appliquée « dans tous les aspects de notre civilisation ». Nolan fait un don à la campagne présidentielle de Barack Obama en 2012 et siège au conseil d'administration du Motion Picture & Television Fund (MPTF).
Nolan ne possède ni téléphone portable ni adresse e-mail : « Ce n'est pas que je sois luddiste ou que je déteste la technologie, mais ça ne m'a jamais intéressé [...] Quand j'ai emménagé à Los Angeles, en 1997, personne ou presque n'avait de portable, et depuis, j'ai continué ». Nolan interdit l'usage des mobiles sur ses tournages. Dans une interview accordée à People en décembre 2020, Nolan confirme qu'il n'a pas d'e-mail ni de smartphone, mais qu'il a un « petit téléphone à clapet » qu'il emporte de temps en temps avec lui.

## Analyse

### Influences

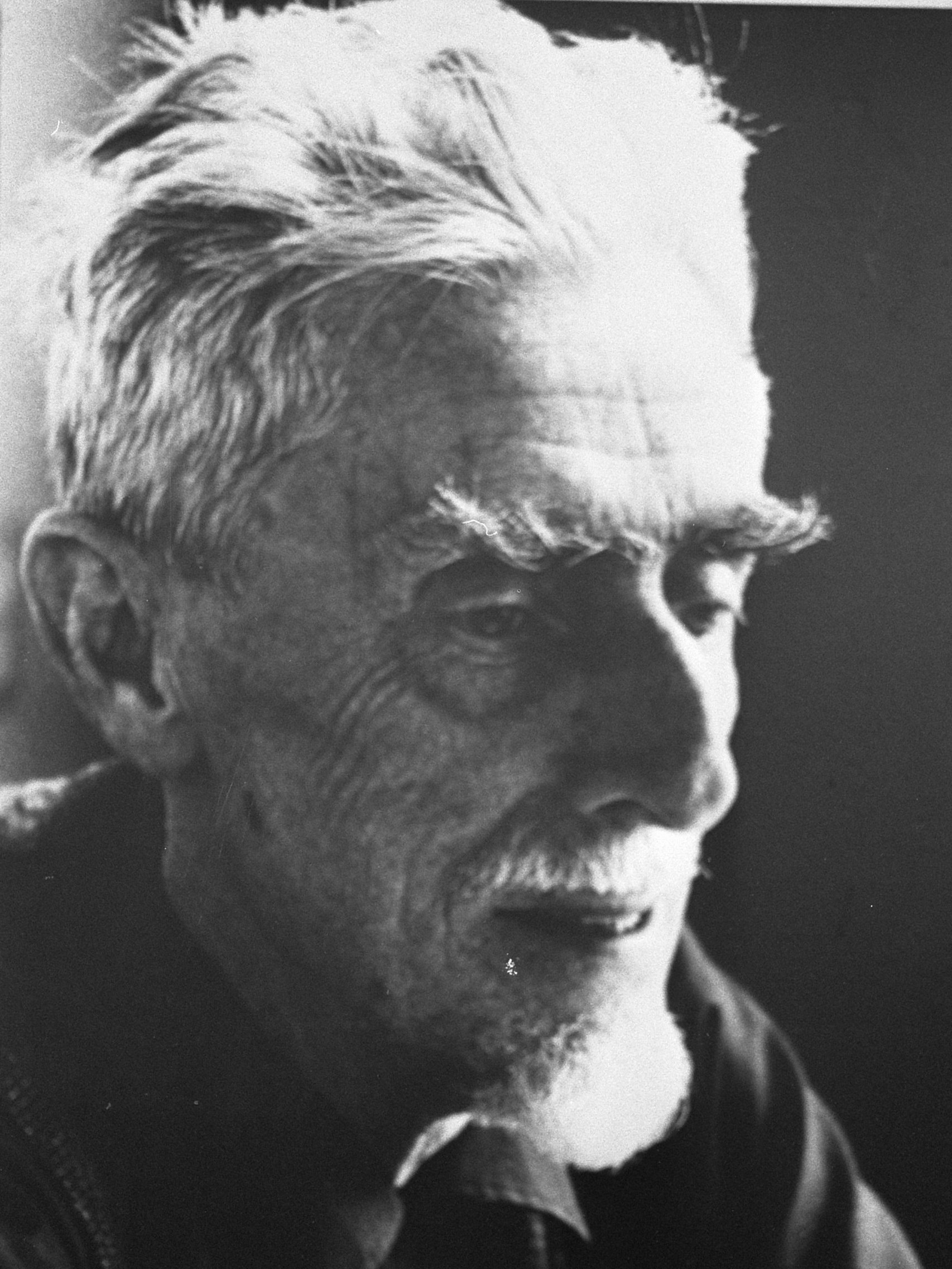
Nolan cite M. C. Escher comme une influence majeure.

Le cinéaste cite souvent le graphiste néerlandais Maurits Cornelis Escher comme une influence majeure sur son propre travail : « Je suis très inspiré par les gravures de M. C. Escher et par l'intéressante connexion ou le brouillage des frontières entre l'art et la science, et l'art et les mathématiques ». Une autre source d'inspiration est l'écrivain argentin Jorge Luis Borges. Le réalisateur considère Memento comme un « cousin étrange » de Funes ou la Mémoire et déclare : « Je pense que son écriture se prête naturellement à une interprétation cinématographique, car il s'agit d'efficacité et de précision, de l'essence d'une idée ».
Christopher Nolan cite Stanley Kubrick,, Michael Mann, Terrence Malick, Orson Welles, Fritz Lang, Nicolas Roeg, Sidney Lumet, David Lean, Ridley Scott, Terry Gilliam et John Frankenheimer comme influences. Il apprécie également les films de David Lynch et Jacques Tourneur. Les films que Nolan préfère le plus à titre personnel sont Blade Runner (1982), Star Wars (1977), L'Homme qui voulut être roi (The Man Who Would Be King, 1975), Lawrence d'Arabie (Lawrence of Arabia, 1962), Chinatown (1974), 2001, l'Odyssée de l'espace (2001: A Space Odyssey, 1968), Withnail et moi (Withnail and I, 1987) et Les Chariots de feu (Chariots of Fire, 1981),,,. En 2013, Criterion Collection publie une liste des dix films que Nolan préfère dans leur catalogue, qui comprend The Hit (1984), Douze Hommes en colère (12 Angry Men, 1957), La Ligne rouge (The Thin Red Line, 1998), Le Testament du docteur Mabuse (Das Testament des Dr. Mabuse, 1933), Enquête sur une passion (Bad Timing, 1980), Furyo (Merry Christmas, Mr. Lawrence, 1983), For All Mankind (1989), Koyaanisqatsi (1982), Dossier secret (Mr. Arkadin, 1955) et Les Rapaces (Greed, 1924). Nolan est aussi un fan des films de James Bond, les citant comme une « énorme source d'inspiration » ; il exprime notamment son admiration pour le travail du compositeur John Barry.
L'habitude de Nolan pour l'emploi de scénarios non linéaires a été particulièrement influencée par le roman Waterland de Graham Swift, qui « fait des choses incroyables avec des timelines parallèles et raconte une histoire dans différentes dimensions qui était extrêmement cohérente ». Il est aussi influencé par le langage visuel du film The Wall (1982) et la structure de Pulp Fiction (1994), affirmant être « fasciné par ce que Quentin Tarantino a fait ». Inception est en partie influencé par le récit Enfer de Dante, la série Forêt de Max Ernst et les films Orphée (1950), La Jetée (1962), Au service secret de Sa Majesté (On Her Majesty's Secret Service, 1969) et Zabriskie Point (1970). Quant à Interstellar (2014), Nolan cite des influences littéraires, notamment Flatland par Edwin Abbott Abbott, The Wasp Factory par Iain Banks et A Wrinkle in Time de Madeleine L'Engle. Pour Dunkerque, Nolan dit avoir été inspiré par l'œuvre de Robert Bresson, par des films muets comme Intolérance (1916) et L'Aurore (1927), ainsi que par Le Salaire de la peur (1953).
Nolan a aussi d'autres influences en dehors du cinéma, comme le peintre anglais Francis Bacon, les architectes Frank Lloyd Wright, Walter Gropius, Ludwig Mies van der Rohe, le poète T. S. Eliot (Quatre Quatuors, en particulier) et les écrivains Raymond Chandler (Le Grand Sommeil a influencé ses premiers films), James Ellroy, Jim Thompson et Charles Dickens (Le Conte de deux cités est une des influences de The Dark Knight Rises).

### Style
Nolan est considéré comme un auteur et un cinéaste postmoderne,,,,. Son style visuel se caractérise souvent par la présence de décors urbains, d'hommes en costume, de couleurs neutres, de scènes de dialogue cadrées en gros plan avec une faible profondeur de champ, d'inserts, de lieux et d'une architecture modernes. Sur le plan esthétique, le réalisateur privilégie les ombres profondes et évocatrices, les éclairages de type documentaire, la caméra à l'épaule, des décors naturels et des lieux de tournage en extérieur plutôt qu'en studio,,. Les palettes de couleurs de ses films sont influencées par son daltonisme. Nolan note que nombre de ses films s'inspirent du film noir, et il est aussi connu pour avoir exploré diverses manières de « manipuler le temps du récit et l'expérience qu'en fait le spectateur »,. Il expérimente régulièrement avec des éléments métafictionnels, des décalages temporels, des transitions elliptiques, des perspectives solipsistes, des récits non linéaires, des intrigues labyrinthiques, l'hybridité des genres et la fusion du style et de la forme,,,,.

Les labyrinthes, les formes géométriques, les constructions impossibles et les paradoxes occupent une place importante dans l'œuvre de Nolan. L'escalier de Penrose dInception constitue un exemple d'objet impossible qui peut être créé dans un rêve lucide.

Attirant l'attention sur la nature intrinsèquement manipulatrice du médium cinématographique, Nolan utilise des techniques narratives et esthétiques (notamment la mise en abyme et les récursions) pour inciter le spectateur à se demander pourquoi ses films sont constitués de la sorte et pourquoi ils provoquent certaines réactions. La préoccupation de Nolan pour les récursions narratives et les images se manifeste pour la première fois dans son court-métrage de 1997, Doodlebug, et se retrouve dans nombre de ses longs-métrages. On peut citer les miroirs à l'infini créés par Ariane dans Inception, ou l'affiche de Memento, inspirée de l'effet Droste, dans lequel une image apparaît à l'intérieur d'elle-même. Ses films explorent souvent des idées d'inspiration mathématique, comme le ruban de Möbius, les objets impossibles, les paradoxes visuels et les tessellations, qu'il utilise fréquemment comme base pour élaborer une structure narrative, comme la structure en palindrome de Tenet,. Parmi les exemples notables de « beauté mathématique » dans son œuvre figurent l'escalier de Penrose dans Inception et le tesseract dans Interstellar, « une représentation tridimensionnelle de notre réalité quadridimensionnelle (trois dimensions physiques plus le temps) à l'intérieur de l'hyperespace quintidimensionnel (quatre dimensions plus le temps) ». Le logo de la société de production de Nolan, Syncopy Films, est un labyrinthe sans centre.

Une carte montrant la structure de Memento (2000).

Nolan utilise parfois le montage pour illustrer l'état psychologique des personnages en associant leur subjectivité à celle du public. Par exemple, dans Memento, l'ordre séquentiel fragmenté des scènes vise à faire vivre au public une expérience similaire à celle de Leonard, incapable de créer de nouveaux souvenirs à long terme. Dans Le Prestige, la série de tours de magie et les thèmes de la dualité et de la tromperie reflètent la narration structurelle du film. Le style d'écriture de Nolan intègre un certain nombre de techniques de narration telles que les flashbacks, les points de vue changeants et les narrateurs peu fiables. Les scènes sont souvent interrompues par un style de montage non conventionnel qui consiste à couper d'un plan cher à filmer (ou à presque interrompre le dialogue des personnages) pour croiser plusieurs scènes d'action parallèles et atteindre un point culminant,.
Les narrations imbriquées et les montages parallèles entre différentes séquences temporelles sont une composante majeure du travail d'auteur de Nolan. Following contient quatre séquences temporelles et en croise trois ; Memento croise deux séquences temporelles, dont une qui avance en arrière ; Le Prestige contient quatre séquences temporelles et en croise trois ; Inception croise quatre séquences temporelles, toutes encadrées par une cinquième. Dans Dunkerque, Nolan structure trois lignes temporelles différentes pour imiter la gamme de Shepard de manière à « procurer un sentiment continu d'intensité ». Le théoricien et historien du cinéma David Bordwell écrit : « Pour Nolan, je pense que la forme a un rapport central avec les sortes de juxtapositions que vous pouvez créer par le montage parallèle. On pourrait dire qu'il traite le montage parallèle de la même manière qu'Ophüls utilise le travelling ou Dreyer le décor austère : un premier choix créatif qui détermine ensuite la conception de l'histoire, de la mise en scène, de l'interprétation, etc. ». Bordwell ajoute qu'« il est rare de trouver un réalisateur grand public qui se concentre avec autant d'acharnement sur l'exploration d'un lot particulier de techniques de narration. Nolan se concentre, de film en film, sur quelques dispositifs narratifs, trouvant de nouvelles possibilités dans ce que la plupart des réalisateurs manipulent couramment. Il m'apparaît comme un réalisateur très réfléchi, presque théorique, dans sa fascination pour le détournement de certaines conventions, afin d'en révéler les possibilités inattendues ». Nolan souligne l'importance d'établir un point de vue clair dans ses films et emploie fréquemment « un plan qui entre dans une pièce derrière un personnage, parce que ce plan emmène [le spectateur] dans la même façon dont le personnage entre ». En ce qui concerne la perspective narrative, Nolan affirme : « Vous ne voulez pas être suspendu au-dessus du labyrinthe et regarder les personnages faire les mauvais choix, car c'est frustrant. Vous voulez en fait être dans le labyrinthe avec eux, prendre les virages à leurs côtés ».

### Musique

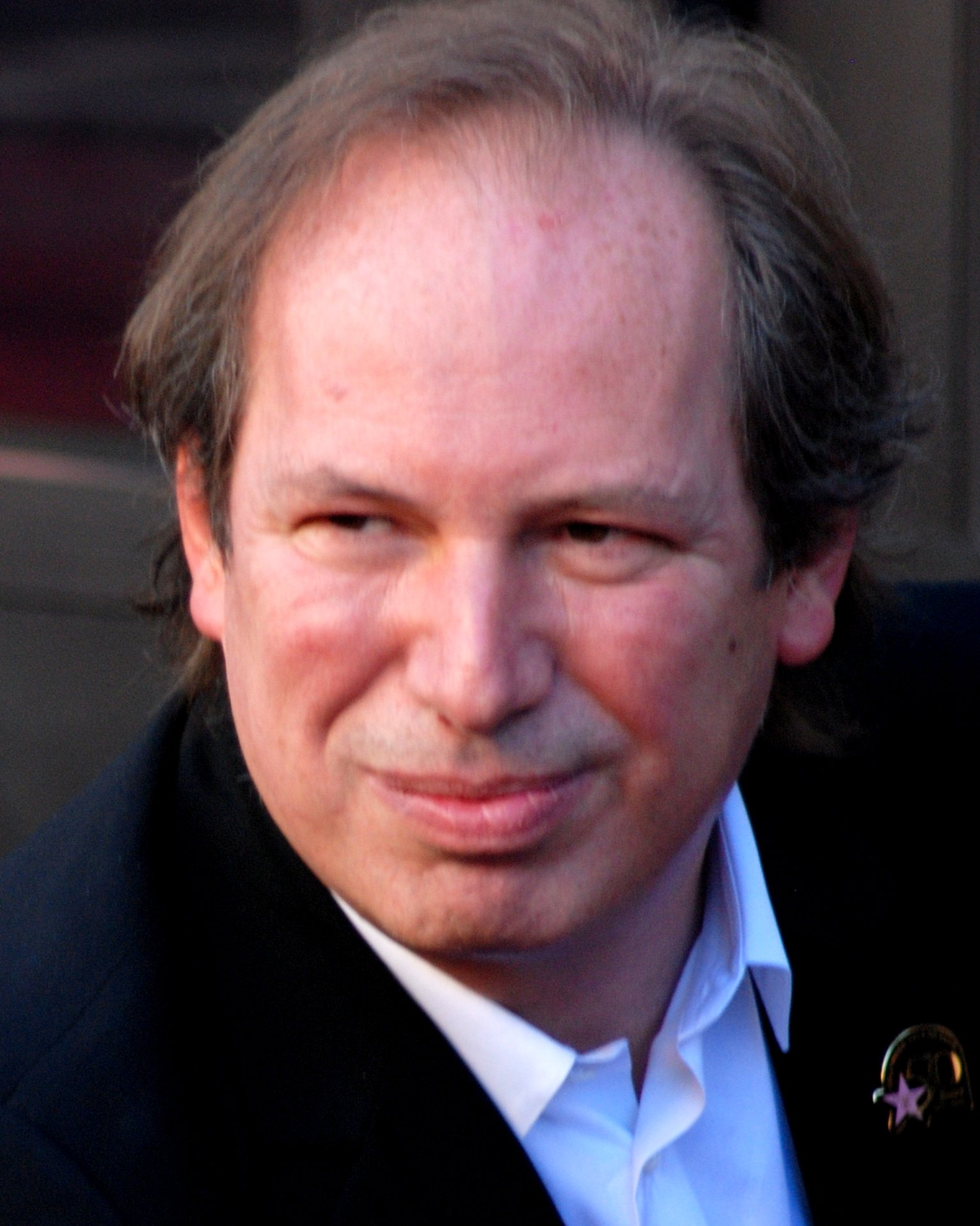
Nolan travaille fréquemment avec Hans Zimmer pour composer la musique de ses films.

Les films de Nolan dont la musique est composée par David Julyan comportent des partitions lentes et atmosphériques aux expressions minimalistes et aux textures ambiantes. À partir de Batman Begins (2005), Nolan commence à travailler avec Hans Zimmer, connu pour intégrer la musique électronique aux arrangements orchestraux traditionnels. Avec Zimmer, le paysage sonore des films de Nolan devient de plus en plus exubérant, dynamique et expérimental, comme en témoigne le thème principal d'Inception (2010), dérivé d'une version ralentie de la chanson d'Édith Piaf Non, je ne regrette rien (1960). Pour Interstellar (2014), Zimmer et Nolan souhaitaient prendre une nouvelle direction : « Les textures, la musique et les sons, et la chose que nous avons créée s'est en quelque sorte infiltrée dans les films des autres, il est donc temps de se réinventer ». La bande originale de Dunkerque (2017) est composée pour s'adapter à l'illusion auditive d'une gamme de Shepard. Elle est également basée sur un enregistrement de la montre de gousset de Nolan, qu'il envoie à Zimmer pour qu'il soit synthétisé. Ludwig Göransson, le compositeur de Tenet (2020), fait quant à lui des recherches sur la musique rétrograde pour générer des airs qui sonnent de la même façon joués en avant et à rebours. Une partie de l'environnement sonore du personnage méchant de Tenet est basée sur la respiration de Nolan dans un microphone, ensuite manipulée et transformée en sons rauques et inconfortables par Göransson. Il qualifie sa collaboration avec le réalisateur d'« expérience révélatrice », déclarant : « Je sais, en regardant ses films, à quel point il connaît la musique, à quel point il la comprend, mais je ne savais pas vraiment qu'il pouvait en parler presque comme un musicien qualifié ».
Répondant aux critiques sur son mixage audio expérimental pour Interstellar, Nolan fait remarquer : « J'ai toujours aimé les films qui abordent le son de manière impressionniste et c'est une approche inhabituelle pour un blockbuster grand public [...]. Je ne suis pas d'accord avec l'idée selon laquelle on ne peut atteindre la clarté que par le dialogue. La clarté de l'histoire, la clarté des émotions — j'essaie d'y parvenir de manière très stratifiée en utilisant tous les éléments à ma disposition — l'image et le son ». Le mixage de Tenet suscite des réactions similaires, certains le jugeant « exaspérant », d'autres le trouvant « inspirant ». Peter Albrechtsen, chef décorateur ayant travaillé sur Dunkerque, fait remarquer que les films de Nolan sont rarement postsynchronisés, de sorte que les dialogues de ses films sont principalement basés sur le son enregistré sur le tournage. Il souligne également la façon dont Nolan utilise le son, qu'il juge « très viscérale.... C'est une expérience physique. C'est une expérience sonore très intense, et je peux comprendre pourquoi, pour certains, c'est assez éprouvant ».

### Thèmes récurrents
L'œuvre de Nolan explore des thèmes existentiels, éthiques et épistémologiques tels que l'expérience subjective, la distorsion de la mémoire, la moralité humaine, la nature du temps, la causalité et la construction de l'identité personnelle,. À propos du point de vue subjectif, Nolan affirme : « Je suis fasciné par notre perception subjective de la réalité, par le fait que nous sommes tous coincés dans un point de vue très singulier, une perspective singulière sur ce que nous convenons tous d'être une réalité objective, et les films sont l'un des moyens par lesquels nous essayons de voir les choses du même point de vue »,. Ses films contiennent un degré notable d'ambiguïté et examinent souvent les similitudes entre la réalisation de films et l'architecture. Le réalisateur évite de divulguer les ambiguïtés de son travail afin que les spectateurs puissent trouver leurs propres interprétations.

« Il a réalisé onze longs-métrages, [...] tous conformes aux critères des blockbusters, mais marqués de façon indélébile par le genre de thèmes et d'obsessions personnels qui sont plus traditionnellement destinés aux salles d'art et d'essai : le passage du temps, les défaillances de la mémoire, nos habitudes de déni et d'évitement, la routine intime de nos vies intérieures, dans des paysages où les lignes directrices de l'industrialisme tardif rencontrent le point de rupture et les paradoxes de l'ère de l'information. »

— Tom Shone sur le fait que Nolan soit un auteur à Hollywood
Le critique de cinéma Tom Shone décrit l'œuvre de Nolan comme « des thrillers épistémologiques dont les protagonistes, saisis par le désir de réponses définitives, doivent négocier des environnements labyrinthiques dans lesquels la vérité est toujours hors de leur portée ». Dans un essai intitulé The rational wonders of Christopher Nolan, le critique de cinéma Mike D'Angelo soutient que le cinéaste est un matérialiste qui se consacre à l'exploration des merveilles du monde naturel. « Sous-jacente à presque tous les films qu'il a réalisés, aussi fantaisistes soient-ils, est sa conviction que l'univers peut être expliqué entièrement par des processus physiques ». Dans son livre, Out of Time : Desire in Atemporal Cinema, l'auteur et théoricien du cinéma Todd McGowan affirme que de nombreux films de Nolan rompent avec la chronologie linéaire afin de mettre l'accent sur la répétition de « la pulsion psychanalytique ». Il écrit que « le futur ne fournit pas la promesse de la réalisation du désir, mais plutôt un échec répété dans l'atteinte de son objet. En brouillant la chronologie, les films atemporels rendent évident cet échec pour le spectateur et l'encouragent ainsi à embrasser la répétition de la pulsion plutôt que de mettre sa foi dans un avenir différent ». En 2020, Richard Newby du Hollywood Reporter écrit que le concept d'« équilibre de la balance » de Nolan est devenu moins centré sur l'individu et « plus conscient de manière innée du collectif et du global ». Il note que le cinéaste s'intéresse aux notions d'héritage et de justice, ainsi qu'à « la préservation de l'avenir, en s'assurant qu'il y en ait un pour les prochaines générations, même si cela implique des sacrifices ici et maintenant ».
Nolan ancre souvent ses histoires dans des questions sociétales plus larges, comme la corruption, la surveillance, l'inégalité économique et le réchauffement climatique,. Ses personnages sont généralement perturbés sur le plan émotionnel, obsessionnels et moralement ambigus, confrontés aux peurs et aux angoisses de la solitude, de la culpabilité, de la jalousie et de l'avidité. En explorant « les névroses de tous les jours — nos peurs et nos espoirs quotidiens » dans une réalité exacerbée, Nolan les rend plus accessibles à un public universel. Les protagonistes des films de Nolan sont souvent animés par des convictions philosophiques et leur destin est ambigu. Dans certains de ses films, le protagoniste et l'antagoniste sont des images miroir l'un de l'autre, ce que l'antagoniste fait remarquer au protagoniste. À travers le choc des idéologies, Nolan souligne la nature ambivalente de la vérité. Dans son livre The Traumatic Screen : The Films of Christopher Nolan (2020), le spécialiste du cinéma Stuart Joy s'appuie sur la théorie psychanalytique contemporaine du cinéma pour examiner « la fonction et la présentation du traumatisme » dans l'œuvre de Nolan, en faisant valoir que la complexité, la cohérence thématique et la nature fragmentaire de ses films imitent le fonctionnement structurel du traumatisme. Il écrit que « les films de Nolan soulignent la capacité du cinéma à sonder la nature de la conscience humaine tout en commentant la relation entre le spectateur et l'écran ».
Le réalisateur utilise ses expériences de la vie réelle comme source d'inspiration dans son travail, déclarant : « D'un point de vue créatif, le fait de grandir, de se marier, d'avoir des enfants, j'ai essayé d'utiliser cela dans mon travail. J'ai essayé d'être toujours motivé par les choses qui étaient importantes pour moi ». Oliver Lyttelton estime quant à lui que la parentalité constitue un thème caractéristique de l'œuvre de Nolan : « [L]e réalisateur évite de parler de sa vie privée, mais la paternité a été au cœur émotionnel de presque tout ce qu'il a fait, au moins à partir de Batman Begins (les films précédents, il faut le dire, étaient antérieurs à la naissance de ses enfants) ».

Le temps est un thème récurrent dans l'œuvre de Nolan. De nombreuses idées de Tenet sont abordées pour la première fois dans une expérience de pensée de James Clerk Maxwell en 1867, dans laquelle il suggère comment la deuxième loi de la thermodynamique pourrait hypothétiquement être violée.

Le thème qui revient le plus souvent chez Nolan est le concept du temps,. Le réalisateur indique que tous ses films « ont eu une relation étrange avec le temps, généralement dans un sens structurel, car j'ai toujours été intéressé par la subjectivité du temps »,. Dans un article de Film Philosophy, Emma Bell commente que les personnages d'Inception « échappent au temps en étant frappés par lui — en construisant l'illusion que le temps n'a pas passé et ne passe pas maintenant. Ils ressentent le temps de manière douloureuse : ils détruisent volontairement et sciemment leur expérience en créant de multiples existences simultanées ». Dans Interstellar, Nolan explore les lois de la physique telles que représentées dans la théorie de la relativité générale d'Einstein, identifiant le temps comme l'antagoniste du film. Avec Tenet, Nolan utilise l'entropie et la deuxième principe de la thermodynamique pour explorer les paradoxes temporels tels que le paradoxe du grand-père et la boucle causale, ainsi que des idées sur la causalité inversée, le fatalisme, l'infini, l'univers à un électron et le démon de Maxwell,. Siddhant Adlakha, d'IGN, considère Tenet comme le point culminant de la carrière du réalisateur et de son obsession pour « le temps en tant que tissu en mouvement imprimé sur la pellicule ». Brandon Katz, de l'Observer, écrit que « le temps n'est pas un simple gadget narratif dans la filmographie de Nolan et que ses décors ne sont pas non plus une simple vitrine pour l'action. Au contraire, ils font partie intégrante de l'histoire et interagissent avec les personnages et les spectateurs pour susciter une réponse émotionnelle et psychologique, à la fois consciente et inconsciente ».
Les questions ontologiques concernant la nature de l'existence et de la réalité jouent également un rôle majeur dans son œuvre. Alec Price et M. Dawson de Left Field Cinema notent que la crise existentielle de personnages masculins en conflit « luttant avec la nature glissante de l'identité » est un sujet prédominant dans les films de Nolan. Le monde réel (ou objectif) est moins important que la manière dont nous l'absorbons et nous en souvenons, et c'est cette réalité créée (ou subjective) qui compte vraiment. « C'est uniquement dans l'esprit et le cœur que l'on peut trouver un sentiment de permanence ou d'équilibre ». Selon Todd McGowan, ces « réalités créées » révèlent également l'importance éthique et politique de la création de fictions et de mensonges. Les films de Nolan trompent généralement les spectateurs sur les événements qui se produisent et les motivations des personnages, mais ils n'abandonnent pas complètement l'idée de vérité. Au contraire, « ils nous montrent comment la vérité doit émerger du mensonge si elle ne veut pas nous égarer complètement ». McGowan affirme en outre que Nolan est le premier cinéaste à se consacrer entièrement à l'illusion du médium, le qualifiant de cinéaste hégélien.
Pour Inception, Nolan s'inspire du rêve lucide et de l'incubation des rêves. Les personnages du film tentent d'ancrer une idée dans l'esprit d'une personne à son insu, à l'instar de la théorie de Freud selon laquelle l'inconscient influence le comportement d'une personne à son insu. La majeure partie du film se déroule dans des mondes oniriques interconnectés, ce qui crée un cadre où les actions dans les mondes réels (ou oniriques) se répercutent sur les autres. Le rêve est toujours en train de se développer, il change de niveau au fur et à mesure que les personnages le traversent. Comme Memento et Le Prestige, Inception utilise des dispositifs narratifs métaleptiques et suit « l'affinité d'auteur de Nolan de convertir, en outre, les valeurs narratives et cognitives convergentes dans et au sein d'une histoire fictive ».

#### Commentaire social
L'œuvre de Nolan fait souvent l'objet de nombreux commentaires sociaux et politiques,,. Le philosophe slovène Slavoj Žižek affirme que The Dark Knight Rises de Nolan montre que les superproductions hollywoodiennes peuvent être « des indicateurs précis des difficultés idéologiques de nos sociétés ». La trilogie Dark Knight explore les thèmes du chaos, du terrorisme, de l'escalade de la violence, de la manipulation financière, de l'utilitarisme, de la surveillance globale et de la lutte des classes,. L'arc de Batman, qui passe philosophiquement du statut d'homme à celui de « plus qu'un homme », est similaire au concept nietzschéen de Surhomme,. Les films explorent également des idées proches de la glorification philosophique de Jean-Jacques Rousseau d'un mode de vie plus simple et plus primitif et du concept de volonté générale. Le théoricien Douglas Kellner voit la trilogie comme une allégorie critique de l'ère Bush-Cheney, mettant en avant le thème de la corruption du gouvernement et de l'incapacité à résoudre les problèmes sociaux, ainsi que le spectacle cinématographique et l'iconographie liés aux attentats du 11 septembre 2001.
En 2018, le magazine conservateur The American Spectator publie un article intitulé In Search of Christopher Nolan, dans lequel il écrit : « Tous les films de Nolan, tout en maintenant un fort patriotisme, plongent sous la surface dans les eaux troubles de la philosophie, sondant certaines des luttes humaines les plus profondes de notre époque ». L'article affirme également que Dunkerque fait écho à l'œuvre de dramaturges du théâtre de l'absurde comme Samuel Beckett et aux romans sombres et existentiels d'Albert Camus et de Jean-Paul Sartre. Nolan affirme quant à lui qu'aucun de ses films ne se veut politique.

### Méthode
« Les films sont subjectifs — ce que l'on aime, ce que l'on n'aime pas, mais ce qui me paraît fondamental, c'est l'idée que chaque fois que je vais au cinéma, que je paie, que je m'assois et que je regarde un film sur l'écran, je veux sentir que les personnes qui ont fait ce film pensent que c'est le meilleur film du monde, qu'elles y ont mis tout leur cœur et qu'elles l'aiment vraiment. Que je sois d'accord ou non avec ce qu'elles ont fait, je veux que cet effort soit présent, je veux cette sincérité. Et quand on ne le ressent pas, c'est le seul moment où j'ai l'impression de perdre mon temps au cinéma »

— Nolan, sur la sincérité et l'ambition dans la réalisation de films
Nolan décrit son processus de réalisation de films comme une combinaison d'intuition et de géométrie. « Je dessine beaucoup de diagrammes lorsque je travaille. Je pense beaucoup aux gravures d'Escher, par exemple. Cela me libère, trouver un modèle mathématique ou un modèle scientifique. Je dessine des images et des diagrammes qui illustrent le mouvement ou le rythme que je recherche ». Kip Thorne, physicien à Caltech et lauréat du prix Nobel, compare l'intuition de Nolan à celle des scientifiques avant-gardistes, affirmant que le cinéaste saisit intuitivement des choses que les non-scientifiques comprennent rarement. En ce qui concerne sa décision de travailler ou non sur un projet, il estime que la sincérité de sa passion pour quelque chose dans le projet en question est la base de sa réflexion sélective.

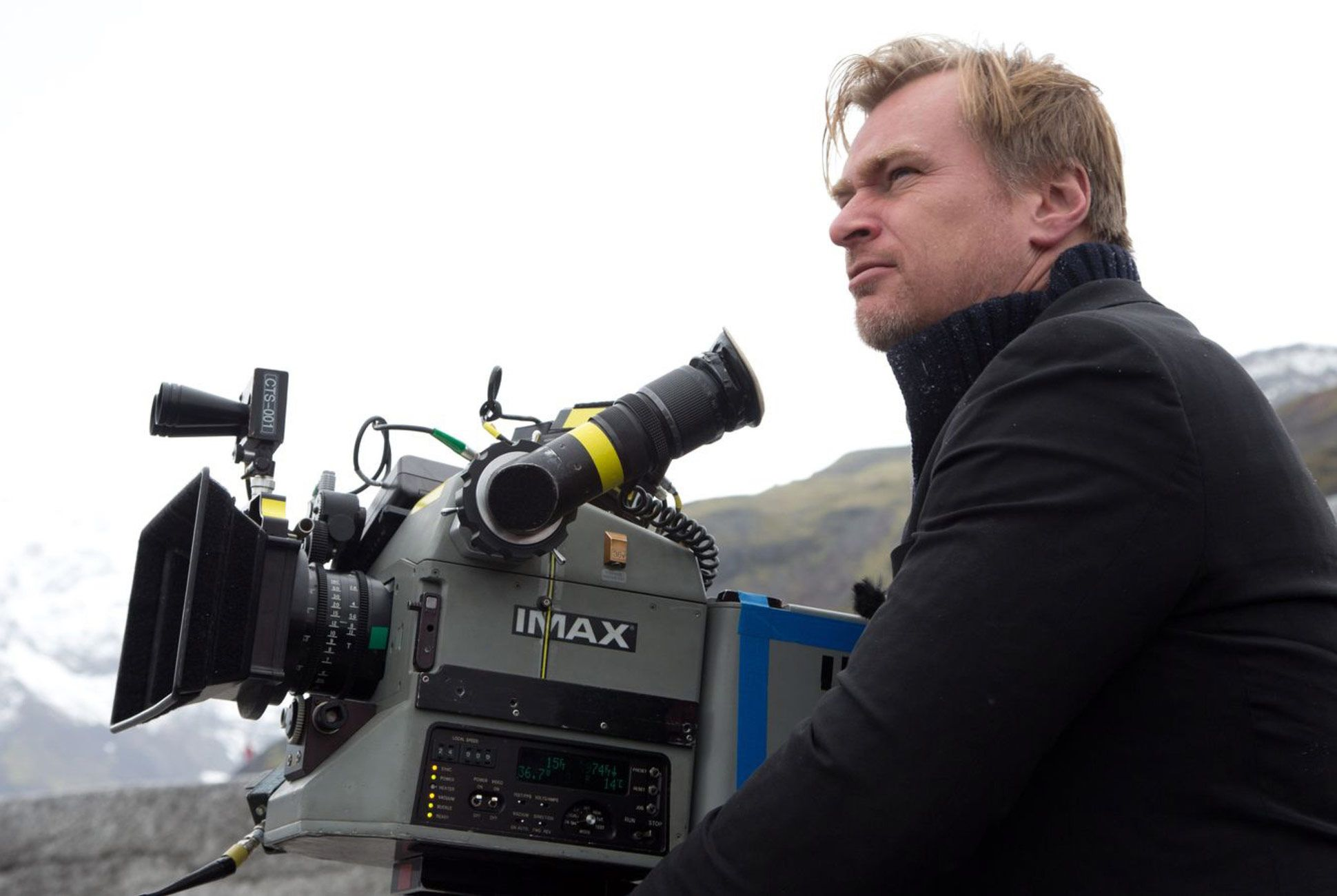
Nolan avec une caméra IMAX sur le tournage de Dunkerque.

Lorsqu'il travaille avec des acteurs, Nolan préfère leur donner le temps d'effectuer autant de prises d'une scène donnée qu'ils le souhaitent. « Je me suis rendu compte que les réglages de l'éclairage et de la caméra, les choses techniques, prennent tout le temps, mais faire une autre prise n'ajoute généralement que quelques minutes.... Si un acteur me dit qu'il peut faire quelque chose de plus avec une scène, je lui en donne l'occasion, parce que cela ne va pas coûter beaucoup de temps. Tout ne peut pas être une question de détails techniques ». Il interdit l'utilisation des téléphones sur le plateau et privilégie le travail en étroite coordination avec ses acteurs, évitant l'utilisation d'un moniteur vidéo. Cillian Murphy explique qu'« il crée cet environnement où il n'y a que vous et l'acteur ou les acteurs, il y a Wally [Pfister], le caméraman, et il se tient à côté de la caméra avec son petit moniteur, mais il la regarde en temps réel. Et pour lui, la performance est primordiale. C'est la connexion entre les acteurs. Il laisse de la place à la spontanéité ». Gary Oldman fait l'éloge du réalisateur qui donne aux acteurs l'espace nécessaire pour « trouver des choses dans la scène » et ne se contente pas de donner des instructions pour le plaisir. Kenneth Branagh reconnaît également la capacité de Nolan à créer un environnement de travail harmonieux, le comparant à Danny Boyle et Robert Altman : « Ce ne sont pas des gens qui essaient de tromper, de cajoler ou d'influencer les gens. Ils éliminent en quelque sorte le chaos ».
Nolan minimise le recours aux effets spéciaux numériques dans ses films. Il utilise des effets pratiques (en) dans la mesure du possible et n'utilise les images de synthèse que pour améliorer des éléments qu'il a filmés. Par exemple, ses films Batman Begins, Inception et Interstellar comportent respectivement 620, 500 et 850 plans d'effets visuels, ce qui est considéré comme mineur par rapport aux blockbusters contemporains qui peuvent comporter plus de 1 500 à 2 000 plans VFX. Nolan explique :

« Je crois en une différence absolue entre l'animation et la photographie. Aussi sophistiqués que soient vos effets spéciaux numériques, si vous ne les avez créés à partir d'aucun élément physique et que vous n'avez rien filmé, cela ressemblera à de l'animation. Il y a généralement deux objectifs différents dans un film à effets visuels. Le premier est de tromper le public en lui faisant croire qu'il voit quelque chose de réel, et c'est ainsi que j'essaie de l'utiliser. L'autre est d'impressionner le public avec la quantité d'argent dépensée pour les effets visuels, et ça, ça ne m'intéresse pas »

Nolan tourne la totalité de ses films avec une seule unité, plutôt que d'utiliser une seconde équipe pour les séquences d'action. De cette façon, il conserve sa personnalité et son point de vue dans chaque aspect du film. « Si je n'ai pas besoin de diriger les plans du film, pourquoi dois-je être là ? L'écran est de la même taille pour chaque plan... Dans de nombreux films d'action, une deuxième unité prend en charge toute l'action. Pour moi, c'est étrange, car alors pourquoi vouloir faire un film d'action ? ». Il utilise plusieurs caméras pour les cascades et une seule pour les scènes dramatiques. Il regarde ensuite les rushes tous les soirs : « Tourner avec une caméra signifie que j'ai déjà vu chaque image telle qu'elle est passée par le couloir de film, car mon attention n'est pas divisée sur les différentes caméras ». Nolan travaille délibérément selon un calendrier serré pendant les premières étapes du processus de montage, ce qui le force, lui et son monteur, à travailler plus spontanément. « Je pense toujours que le montage est instinctif ou impressionniste. Ne pas trop penser, d'une certaine manière, et le ressentir davantage ». Il évite également d'utiliser de la musique temporaire pendant le montage de ses films.

### Collaborateurs réguliers
« En tant que réalisateur, je suis une sorte de prisme humain à travers lequel se concentrent les efforts de chacun. Une grande partie de mon travail consiste à prendre des décisions sur la façon dont tous les grands talents avec lesquels je travaille se fondent en une seule conscience... »

— Nolan sur la collaboration et la réalisation
La femme de Nolan, Emma Thomas, coproduit tous ses films (y compris Memento, où elle est créditée en tant que productrice associée). Nolan travaille régulièrement avec son frère, Jonathan Nolan (créateur des séries télévisées Person of Interest et Westworld), qui décrit ainsi leur relation de travail dans les notes de production du film Le Prestige : « J'ai toujours soupçonné que cela avait quelque chose à voir avec le fait qu'il soit gaucher et que je sois droitier, parce qu'il est en quelque sorte capable de regarder mes idées et de les retourner d'une manière qui est juste un peu plus tordue et intéressante. C'est génial de pouvoir travailler avec lui comme ça ». Lorsqu'ils travaillent sur des projets séparés, les frères se consultent toujours.
Le cinéaste travaille avec le scénariste David S. Goyer sur sa trilogie de films Batman. Wally Pfister est le directeur de la photographie de tous les films de Nolan, de Memento à The Dark Knight Rises. En se lançant dans sa propre carrière de réalisateur, Pfister déclare : « La plus grande leçon que j'ai apprise de Chris Nolan est de rester humble. C'est un gentleman absolu sur le plateau et il est merveilleux avec tout le monde — des acteurs à toute l'équipe, il traite tout le monde avec respect ». À partir d'Interstellar, Nolan commence à collaborer avec le directeur de la photographie Hoyte van Hoytema.
Lee Smith réalise le montage de sept films de Nolan, contre deux pour Dody Dorn. David Julyan compose la musique des premiers films de Nolan, tandis que Hans Zimmer et James Newton Howard assurent la musique de Batman Begins et The Dark Knight. Zimmer signe la musique de The Dark Knight Rises et travaille avec Nolan sur plusieurs de ses films suivants. Zimmer affirme que sa relation créative avec Nolan est basée sur la collaboration et qu'il considère Nolan comme le « co-créateur » de la musique. Le réalisateur travaille avec l'ingénieur du son Richard King et le mixeur Gary A. Rizzo depuis Le Prestige. Nolan collabore fréquemment avec le superviseur des effets spéciaux Chris Corbould, le coordinateur des cascades Tom Struthers, l'assistant réalisateur Nilo Otero et le superviseur des effets visuels Paul Franklin. Nolan rappelle à Otero les anciens réalisateurs hollywoodiens pour sa maîtrise de tous les aspects de la production. Le chef décorateur Nathan Crowley travaille sur tous les films du cinéaste depuis Insomnia, à l'exception d'Inception. Nolan dit de Crowley qu'il est l'un de ses collaborateurs les plus proches et les plus inspirés. Le directeur de casting John Papsidera a travaillé sur tous les films de Nolan, hormis Following et Insomnia.
Christian Bale, Michael Caine, Cillian Murphy et Tom Hardy sont des collaborateurs fréquents de Nolan depuis le milieu des années 2000, chacun apparaissant dans plus de trois films,. Caine est le collaborateur le plus prolifique de Nolan, puisqu'il apparaît dans huit de ses films (dont un caméo dans Dunkerque) ; Nolan le considère comme son « porte-bonheur ». De son côté, Caine décrit Nolan comme « l'un des plus grands réalisateurs du cinéma », le comparant favorablement à David Lean, John Huston et Joseph L. Mankiewicz,,. Nolan est aussi connu pour faire jouer des stars des années 1980 dans ses films, comme Rutger Hauer (Batman Begins), Eric Roberts (The Dark Knight), Tom Berenger (Inception) et Matthew Modine (The Dark Knight Rises) Modine déclare à propos de sa collaboration avec Nolan : « Il n'y a pas de chaises sur un plateau de Nolan, il sort de sa voiture et se rend sur le plateau. Et il reste debout jusqu'à l'heure du déjeuner. Et puis il reste debout jusqu'à ce qu'ils disent de remballer. Il est totalement engagé — dans chaque aspect du film ».
| FilmCollaborateur    |         |          |                          |             |           |              |           |       |             |             |     |
| Following            | Memento | Insomnia | Trilogie The Dark Knight | Le Prestige | Inception | Interstellar | Dunkerque | Tenet | Oppenheimer | The Odyssey |     |
| Lucy Russell         | Oui     |          |                          | Oui         |           |              |           |       |             |             |     |
| Jeremy Theobald      | Oui     |          |                          | Oui         |           |              |           |       | Oui         |             |     |
| John Nolan           | Oui     |          |                          | Oui         |           |              |           | Oui   |             |             |     |
| Mark Boone Junior    |         | Oui      |                          | Oui         |           |              |           |       |             |             |     |
| Larry Holden         |         | Oui      | Oui                      | Oui         |           |              |           |       |             |             |     |
| Thomas Lennon        |         | Oui      |                          | Oui         |           |              |           |       |             |             |     |
| Nicky Katt           |         |          | Oui                      | Oui         |           |              |           |       |             |             |     |
| Martin Donovan       |         |          | Oui                      |             |           |              |           |       | Oui         |             |     |
| Christian Bale       |         |          |                          | Oui         | Oui       |              |           |       |             |             |     |
| Ken Watanabe         |         |          |                          | Oui         |           | Oui          |           |       |             |             |     |
| Cillian Murphy       |         |          |                          | Oui         |           | Oui          |           | Oui   |             | Oui         |     |
| Michael Caine        |         |          |                          | Oui         | Oui       | Oui          | Oui       | Oui   | Oui         |             |     |
| Andrew Pleavin       |         |          |                          | Oui         |           | Oui          |           |       |             |             |     |
| David Dastmalchian   |         |          |                          | Oui         |           |              |           |       |             | Oui         |     |
| Joseph Gordon-Levitt |         |          |                          | Oui         |           | Oui          |           |       |             |             |     |
| Marion Cotillard     |         |          |                          | Oui         |           | Oui          |           |       |             |             |     |
| Tom Hardy            |         |          |                          | Oui         |           | Oui          |           | Oui   |             |             |     |
| Gary Oldman          |         |          |                          | Oui         |           |              |           |       |             | Oui         |     |
| Anne Hathaway        |         |          |                          | Oui         |           |              | Oui       |       |             |             | Oui |
| David Gyasi          |         |          |                          | Oui         |           |              | Oui       |       |             |             |     |
| William Devane       |         |          |                          | Oui         |           |              | Oui       |       |             |             |     |
| Josh Stewart         |         |          |                          | Oui         |           |              | Oui       |       | Oui         |             |     |
| Matthew Modine       |         |          |                          | Oui         |           |              |           |       |             | Oui         |     |
| Matt Damon           |         |          |                          |             |           |              | Oui       |       |             | Oui         | Oui |
| Casey Affleck        |         |          |                          |             |           |              | Oui       |       |             | Oui         |     |
| Kenneth Branagh      |         |          |                          |             |           |              |           | Oui   | Oui         | Oui         |     |
| Jack Cutmore-Scott   |         |          |                          |             |           |              |           | Oui   | Oui         |             |     |
| James D'Arcy         |         |          |                          |             |           |              |           | Oui   |             | Oui         |     |
| Emma Thomas          | Oui     | Oui      | Oui                      | Oui         | Oui       | Oui          | Oui       | Oui   | Oui         | Oui         | Oui |
| Aaron Ryder          |         | Oui      |                          | Oui         |           |              |           |       |             |             |     |
| William Tyrer        |         | Oui      |                          | Oui         |           |              |           |       |             |             |     |
| Charles Roven        |         |          |                          | Oui         |           |              |           |       |             | Oui         |     |
| Jonathan Nolan       |         | Oui      | Oui                      | Oui         | Oui       |              | Oui       |       |             |             |     |
| Nathan Crowley       |         |          | Oui                      | Oui         | Oui       |              | Oui       | Oui   | Oui         |             |     |
| Wally Pfister        |         | Oui      | Oui                      | Oui         | Oui       | Oui          |           |       |             |             |     |
| Hoyte van Hoytema    |         |          |                          |             |           |              | Oui       | Oui   | Oui         | Oui         |     |
| Dody Dorn            |         | Oui      | Oui                      |             |           |              |           |       |             |             |     |
| Lee Smith            |         |          |                          | Oui         | Oui       | Oui          | Oui       | Oui   |             |             |     |
| Jennifer Lame        |         |          |                          |             |           |              |           |       | Oui         | Oui         |     |
| David Julyan         | Oui     | Oui      | Oui                      |             | Oui       |              |           |       |             |             |     |
| Hans Zimmer          |         |          |                          | Oui         |           | Oui          | Oui       | Oui   |             |             |     |
| Ludwig Göransson     |         |          |                          |             |           |              |           |       | Oui         | Oui         |     |

## Opinions

### La pellicule

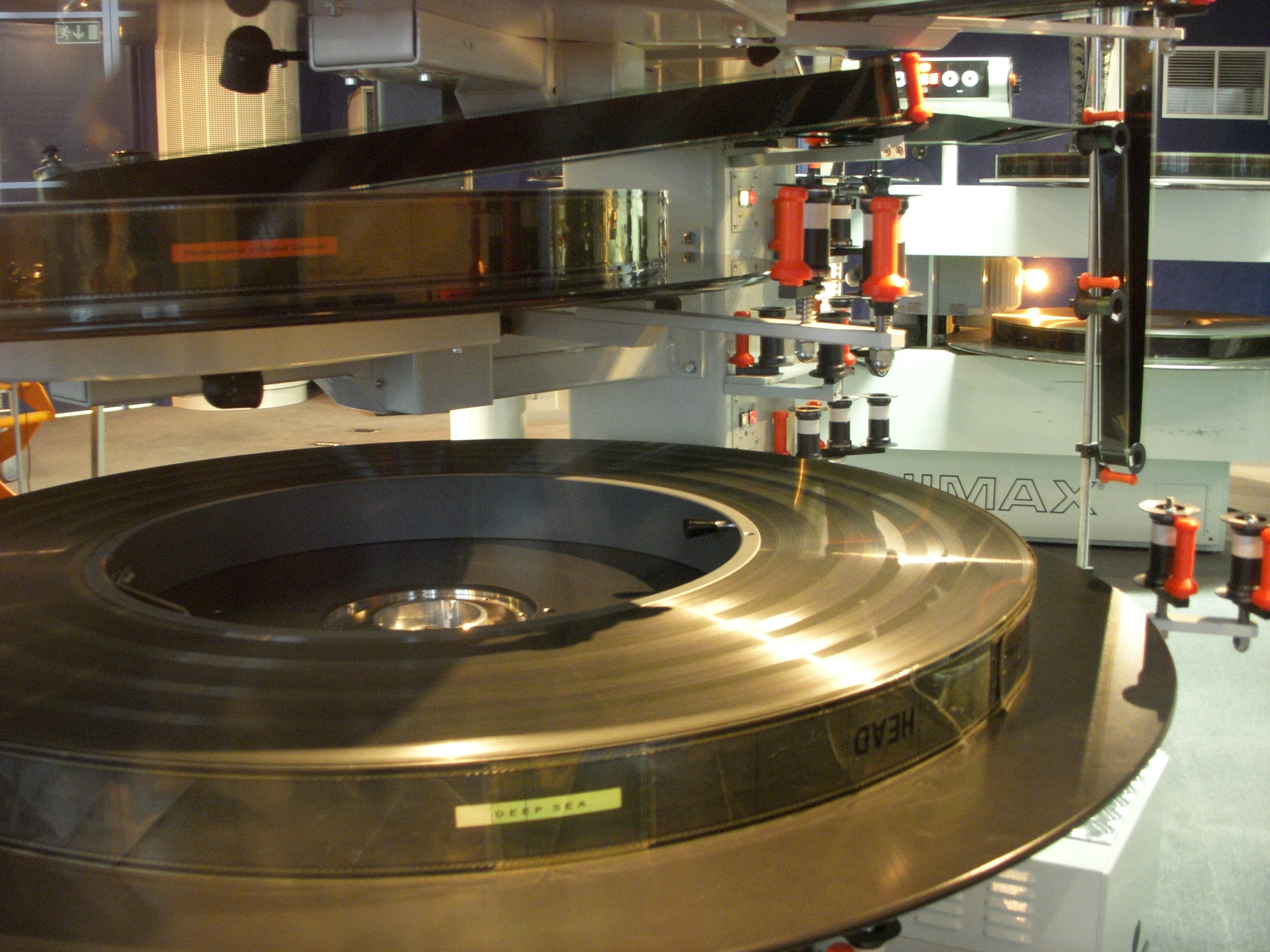
Nolan est connu pour tourner sur des pellicules 70 mm et on lui attribue la popularisation de l'utilisation des caméras IMAX 70 mm dans le cinéma contemporain.

Nolan est un fervent partisan de l'utilisation continue de la pellicule et la préfère aux formats d'enregistrement et de projection numériques : « Je ne suis pas attaché à la pellicule par nostalgie. Je suis favorable à toute forme d'innovation technique, mais elle doit dépasser ce qui a été fait auparavant et, jusqu'à présent, rien n'a dépassé ce qui a été fait auparavant ». La principale inquiétude de Nolan est que l'adoption des formats numériques par l'industrie cinématographique est motivée par des facteurs purement économiques et non par la supériorité du numérique sur le film : « Je pense, en toute franchise, que cela se résume à l'intérêt économique des fabricants et d'une industrie [de production] qui gagne plus d'argent en changeant les choses qu'en maintenant le statu quo ». Il s'oppose à l'utilisation d'intermédiaires numériques et à la photographie numérique, qui, selon lui, sont moins fiables que la pellicule et offrent une qualité d'image inférieure. En particulier, le réalisateur préconise l'utilisation de pellicules de plus grande qualité et de plus grand format, telles que les pellicules Panavision anamorphiques 35 mm, VistaVision, Panavision Super 70 mm et IMAX 70 mm,. Plutôt que d'utiliser un intermédiaire numérique, Nolan utilise la synchronisation photochimique des couleurs pour étalonner ses films, ce qui permet de moins manipuler l'image filmée et d'obtenir une meilleure résolution. Cherchant à maintenir une haute résolution à partir d'un flux de travail analogique, Nolan monte et crée parfois des copies d'exploitation pour ses films de manière optique plutôt qu'à l'aide de procédés numériques,. Il lui arrive même de monter des séquences pour ses films à partir du négatif original de la caméra,. Lorsque des procédés numériques sont utilisés, Nolan a recours à un télécinéma haute résolution basé sur une copie de film photochimique, s'efforçant de conserver un « aspect filmique ».

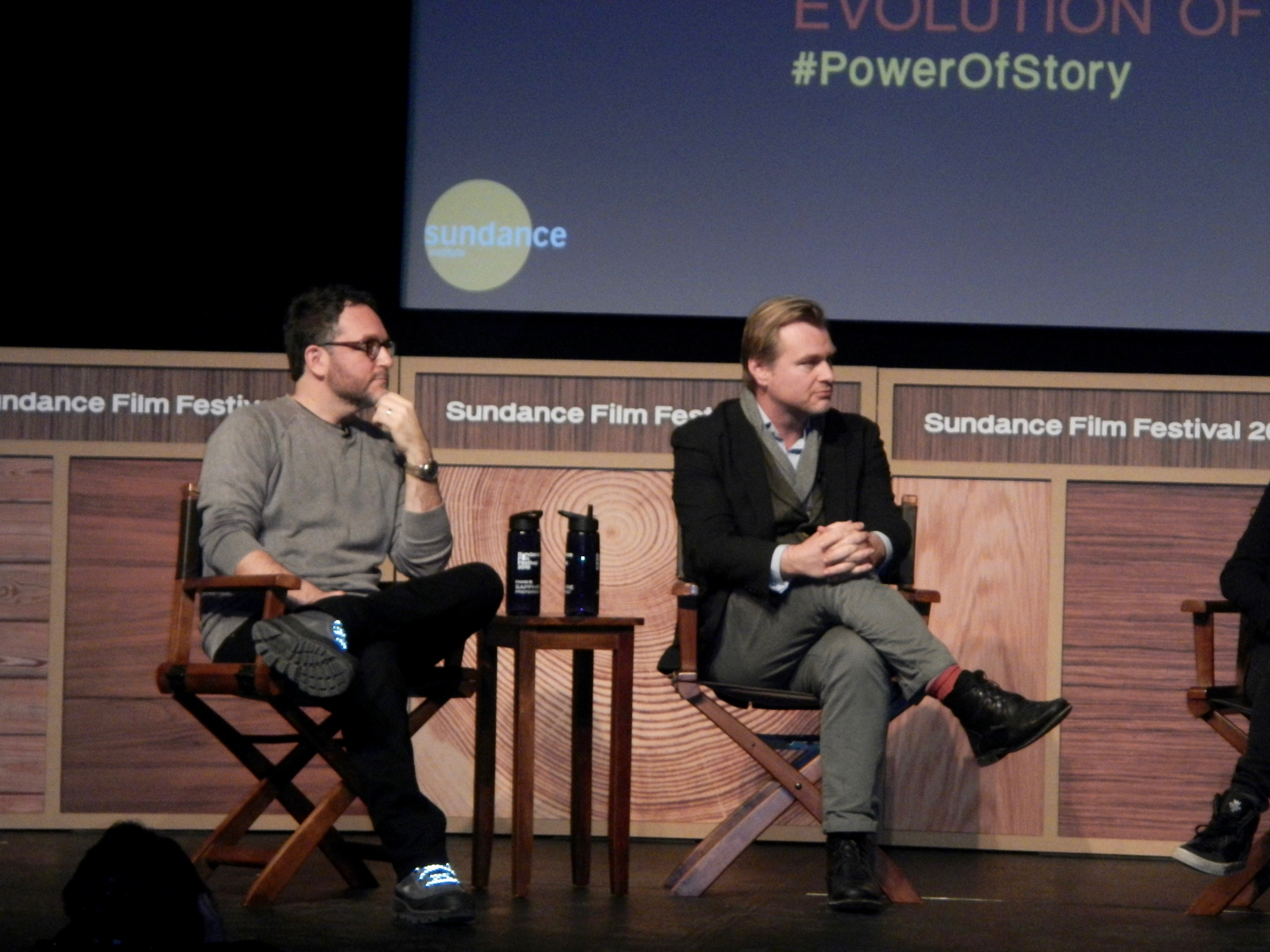
Nolan (à droite) et le réalisateur Colin Trevorrow discutant de l'importance du cinéma au Festival du film de Sundance 2016.

Nolan est crédité pour avoir popularisé l'utilisation des caméras IMAX dans le cinéma commercial,. Il a utilisé son influence à Hollywood pour mettre en avant le format IMAX, avertissant d'autres cinéastes que s'ils ne continuaient pas à affirmer leur choix d'utiliser la pellicule dans leurs productions, les studios de cinéma commenceraient à éliminer progressivement l'utilisation de la pellicule au profit du numérique,. En 2014, Nolan, accompagné des réalisateurs J. J. Abrams, Quentin Tarantino et Judd Apatow, fait pression avec succès pour que les principaux studios hollywoodiens continuent à financer Kodak pour produire et traiter les pellicules, après la sortie de la société de la protection du Chapitre 11 de la loi sur les faillites des États-Unis ; Kodak est actuellement le dernier fabricant de pellicules dans le monde,. Au Festival du film de Sundance 2016, Nolan participe à une commission intitulée Power of Story, au sein de laquelle il débat de l'importance de permettre aux cinéastes de continuer à faire le choix artistique de tourner sur pellicule. Il défend les mérites artistiques de la pellicule en invoquant la « spécificité du support », qui souligne l'importance de présenter une œuvre tournée sur pellicule dans son format d'origine, et la « résistance du support » selon laquelle le choix de l'artiste quant au support utilisé pour créer une œuvre aura un effet supplémentaire sur les choix relatifs à la façon dont l'œuvre est réalisée. Nolan est également un partisan de la préservation des films et est membre du National Film Preservation Board ainsi que du conseil d'administration de la Film Foundation, organisme à but non lucratif créé par Martin Scorsese.

### Salles de cinéma
Nolan est un défenseur de la diffusion des films dans les salles de cinéma, par opposition aux supports vidéo domestiques, car il estime que « la salle de cinéma est à l'industrie du film ce que les concerts sont à l'industrie de la musique — et personne ne va à un concert pour se faire jouer un MP3 sur une scène déserte ». En 2014, Nolan écrit un article pour le Wall Street Journal dans lequel il s'inquiète du fait qu'à mesure que l'industrie cinématographique abandonne les pellicules au profit des formats numériques, la différence entre le visionnage des films en salle et celui des films sur d'autres supports sera banalisée, ce qui n'incitera pas le public à rechercher une expérience en salle. Nolan s'inquiète également du fait qu'avec la numérisation du contenu, les cinémas du futur seront en mesure de suivre les films les plus vendus et d'adapter leur programmation en conséquence, un processus qui favorisera les grands films de studio fortement commercialisés, mais marginalisera les petits films innovants et non conventionnels. Pour lutter contre ce phénomène, Nolan pense que l'industrie doit se concentrer sur l'amélioration de l'expérience en salle avec des formats de présentation plus grands et plus beaux qui ne peuvent pas être accessibles ou reproduits à la maison, ainsi que sur le soutien à la nouvelle génération de cinéastes. Nolan participe en 2019 à la rénovation de la salle de la Directors Guild of America à Los Angeles.
Pendant la pandémie de Covid-19, Nolan émerge comme « un défenseur acharné » des cinémas et des employés de l'industrie cinématographique. Il évoque dans un article publié par le Washington Post le 21 mars 2020 l'importance sociale et culturelle des cinémas. Il décrit les cinémas comme « le plus abordable et le plus démocratique de nos lieux de rassemblement communautaire » et exhorte le Congrès à inclure les chaînes de cinémas en difficulté et leurs employés dans le plan de sauvetage fédéral. « J'espère que les gens voient notre communauté d'exploitation pour ce qu'elle est vraiment : un élément vital de la vie sociale, fournissant des emplois à beaucoup et du divertissement à tous. Ce sont des lieux de rencontre joyeuse où les travailleurs servent des histoires et des friandises aux foules qui viennent profiter d'une soirée entre amis et en famille. En tant que cinéaste, mon travail ne peut jamais être complet sans ces travailleurs et le public qu'ils accueillent ». Le 30 septembre 2020, il signe une lettre adressée aux législateurs de Washington appelant le gouvernement fédéral à soutenir l'industrie. Le 18 janvier 2021, il signe une pétition appelant le chancelier de l'Échiquier britannique, Rishi Sunak, à financer les cinémas en difficulté. Owen Gleiberman de Variety estime que Nolan est « le défenseur public le plus dynamique de l'industrie cinématographique pour l'expérience du cinéma ».
Nolan, dont la relation avec Warner Bros. est considérée comme « l'une des relations professionnelles les plus fructueuses de l'histoire du show-business moderne », critique publiquement le studio pour son manque de transparence lorsqu'il annonce que ses films prévus pour 2021 sortiront le même jour en salles et sur HBO Max. Dans une interview avec NPR, il explique : « Lorsqu'une entreprise commence à dévaloriser les atouts individuels en les utilisant comme levier pour une stratégie commerciale différente sans d'abord comprendre comment ces nouvelles structures vont devoir fonctionner, c'est un signe de grand danger pour les gens ordinaires qui travaillent dans cette industrie ».

### Critiques
Nolan se montre critique à l'égard des films en 3D et n'apprécie pas que les caméras 3D ne puissent pas être équipées d'objectifs à focale fixe (sans zoom),. Il reproche notamment la perte de luminosité causée par la projection 3D, qui peut être jusqu'à trois foot-lamberts plus faible. « Vous n'en êtes pas conscient parce qu'une fois que vous êtes « dans ce monde », votre œil compense, mais après avoir lutté pendant des années pour que les cinémas atteignent la bonne luminosité, nous ne collons pas de filtres polarisés sur tout ». Nolan conteste également l'idée que le film traditionnel ne crée pas l'illusion de la perception de la profondeur, en déclarant : « Je pense que c'est une erreur de parler de 3D par rapport à 2D. L'intérêt de l'imagerie cinématographique, c'est qu'elle est tridimensionnelle [...]. Vous savez que 95 % de notre perception de la profondeur proviennent de l'occlusion, de la résolution, de la couleur et ainsi de suite, donc l'idée d'appeler un film 2D un « film 2D » est un peu trompeuse ».
Il s'oppose également à l'interpolation de mouvement, communément appelée « effet feuilleton », en tant que paramètre par défaut sur la télévision. En 2018, Nolan, Paul Thomas Anderson et d'autres cinéastes s'adressent aux fabricants de téléviseurs pour tenter « d'essayer de donner aux réalisateurs une voix sur la façon dont les normes techniques de notre travail peuvent être maintenues à la maison ». Un paramètre de télévision appelé « Filmmaker Mode » est annoncé par UHD Alliance un an plus tard.

## Filmographie

### Réalisateur

#### Longs métrages
- 1998 : Following, le suiveur (Following)
- 2000 : Memento
- 2002 : Insomnia
- 2005 : Batman Begins
- 2006 : Le Prestige (The Prestige)
- 2008 : The Dark Knight : Le Chevalier noir (The Dark Knight)
- 2010 : Inception
- 2012 : The Dark Knight Rises
- 2014 : Interstellar
- 2017 : Dunkerque (Dunkirk)
- 2020 : Tenet
- 2023 : Oppenheimer
- 2026 : L'Odyssée

#### Courts métrages
- 1989 : Tarantella
- 1996 : Larceny
- 1997 : Doodlebug
- 2015 : Quay

### Scénariste

#### Longs métrages
- 1998 : Following, le suiveur (Following)
- 2000 : Memento
- 2005 : Batman Begins
- 2006 : Le Prestige (The Prestige)
- 2008 : The Dark Knight : Le Chevalier noir (The Dark Knight)
- 2010 : Inception
- 2012 : The Dark Knight Rises
- 2013 : Man of Steel de Zack Snyder (histoire uniquement)
- 2014 : Interstellar
- 2017 : Dunkerque (Dunkirk)
- 2020 : Tenet
- 2023 : Oppenheimer
- 2026 : L'Odyssée

#### Courts métrages
- 1989 : Tarantella
- 1996 : Larceny
- 1997 : Doodlebug
- 2015 : Quay

### Producteur

#### Longs métrages
- 2006 : Le Prestige (The Prestige)
- 2008 : The Dark Knight : Le Chevalier noir (The Dark Knight)
- 2010 : Inception
- 2012 : The Dark Knight Rises
- 2013 : Man of Steel de Zack Snyder
- 2014 : Transcendance de Wally Pfister
- 2014 : Interstellar
- 2016 : Batman v Superman : L'Aube de la justice (Batman v Superman: Dawn of Justice) de Zack Snyder
- 2017 : Dunkerque (Dunkirk)
- 2017 : Justice League de Zack Snyder
- 2020 : Tenet
- 2021 : Zack Snyder's Justice League de Zack Snyder
- 2023 : Oppenheimer
- 2026 : L'Odyssée

#### Courts métrages
- 1989 : Tarantella
- 1996 : Larceny
- 1997 : Doodlebug
- 2015 : Quay
- 2019 : The Doll's Breath des frères Quay

## Accueil de ses films

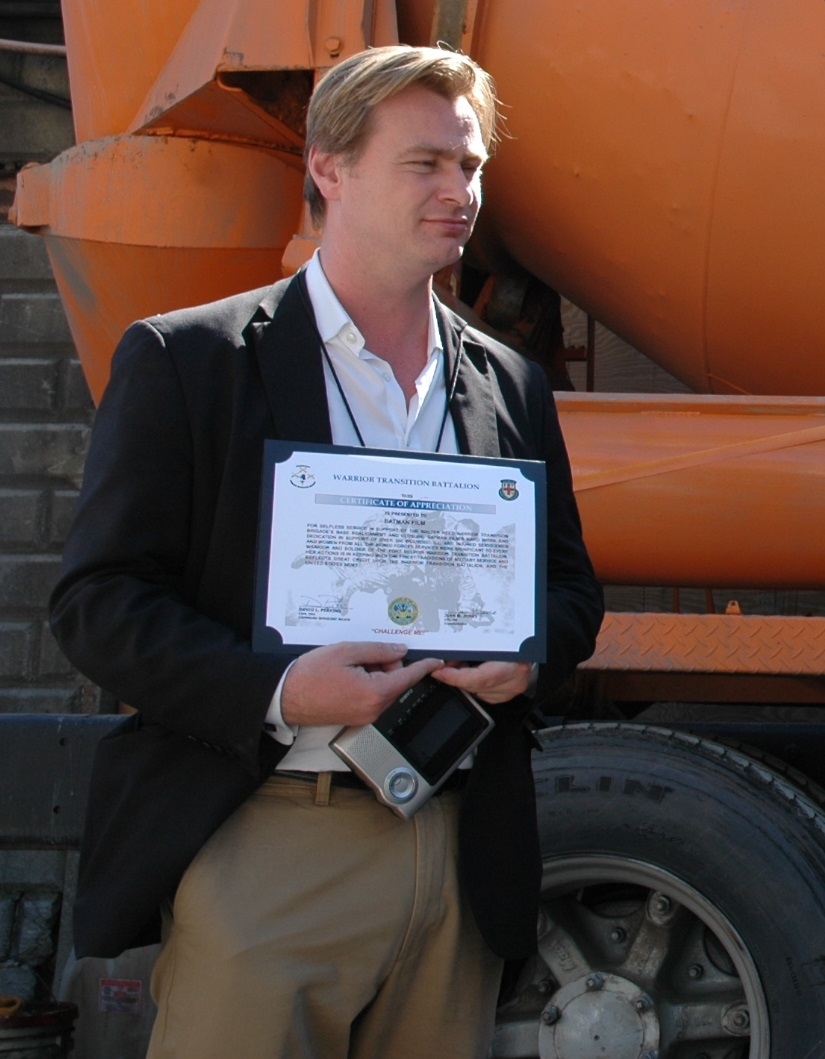
Nolan reçoit un Certificate of Appreciation lors du tournage de The Dark Knight Rises en 2011.

### Accueil critique
| Film                  | Rotten Tomatoes | Metacritic | IMDb   | Spectateurs sur Allociné | Presse française sur Allociné |
| --------------------- | --------------- | ---------- | ------ | ------------------------ | ----------------------------- |
| Following             | 83 %            | 60/100     | 7,4/10 | 3,8/5                    | 3,5/5                         |
| Memento               | 94 %            | 83/100     | 8,4/10 | 4,2/5                    | 3,7/5                         |
| Insomnia              | 92 %            | 78/100     | 7,2/10 | 3,6/5                    | 4/5                           |
| Batman Begins         | 85 %            | 70/100     | 8,2/10 | 4,1/5                    | 3,7/5                         |
| Le Prestige           | 77 %            | 66/100     | 8,5/10 | 4,3/5                    | 3,2/5                         |
| The Dark Knight       | 94 %            | 84/100     | 9,0/10 | 4,5/5                    | 4/5                           |
| Inception             | 87 %            | 74/100     | 8,8/10 | 4,5/5                    | 4,1/5                         |
| The Dark Knight Rises | 87 %            | 78/100     | 8,4/10 | 4,3/5                    | 3,6/5                         |
| Interstellar          | 73 %            | 74/100     | 8,7/10 | 4,5/5                    | 3,8/5                         |
| Dunkerque             | 92 %            | 94/100     | 7,8/10 | 3,9/5                    | 4,1/5                         |
| Tenet                 | 69 %            | 69/100     | 7,3/10 | 3,6/5                    | 3,6/5                         |
| Oppenheimer           | 93 %            | 90/100     | 8,3/10 | 4,3/5                    | 3,8/5                         |
| Moyenne               | 86,6 %          | 76,7/100   | 8,3/10 | 4,13/5                   | 3,77/5                        |

### Box-office
| Date de sortie | Film                  | Budget          | France             | États-Unis      | Mondial         |
| -------------- | --------------------- | --------------- | ------------------ | --------------- | --------------- |
| 1998           | Following             | 6 000 $         | 10 370 entrées     | 48 482 $        | 126 052 $       |
| 2000           | Memento               | 9 millions $    | 223 993 entrées    | 25 544 867 $    | 40 047 236 $    |
| 2002           | Insomnia              | 46 millions $   | 950 791 entrées    | 67 355 513 $    | 113 758 770 $   |
| 2005           | Batman Begins         | 150 millions $  | 1 506 332 entrées  | 206 863 479 $   | 375 298 946 $   |
| 2006           | Le Prestige           | 40 millions $   | 193 166 entrées    | 53 089 891 $    | 109 676 311 $   |
| 2008           | The Dark Knight       | 185 millions $  | 3 036 568 entrées  | 535 234 033 $   | 1 029 266 147 $ |
| 2010           | Inception             | 160 millions $  | 4 946 771 entrées  | 292 587 330 $   | 870 792 649 $   |
| 2012           | The Dark Knight Rises | 185 millions $  | 4 413 773 entrées  | 448 149 584 $   | 1 114 085 030 $ |
| 2014           | Interstellar          | 165 millions $  | 2 651 382 entrées  | 188 020 017 $   | 774 136 705 $   |
| 2017           | Dunkerque             | 100 millions $  | 2 525 630 entrées  | 189 740 665 $   | 527 816 307 $   |
| 2020           | Tenet                 | 205 millions $  | 2 349 310 entrées  | 59 104 105 $    | 365 904 105 $   |
| 2023           | Oppenheimer           | 100 millions $  | 4 523 770 entrées  | 329 862 540 $   | 975 498 223 $   |
| Total          | Total                 | 1 410 006 000 $ | 27 331 856 entrées | 2 395 600 506 $ | 6 296 406 481 $ |

- Sources : JPBox-Office.com[356] et Box Office Mojo[357].

## Distinctions

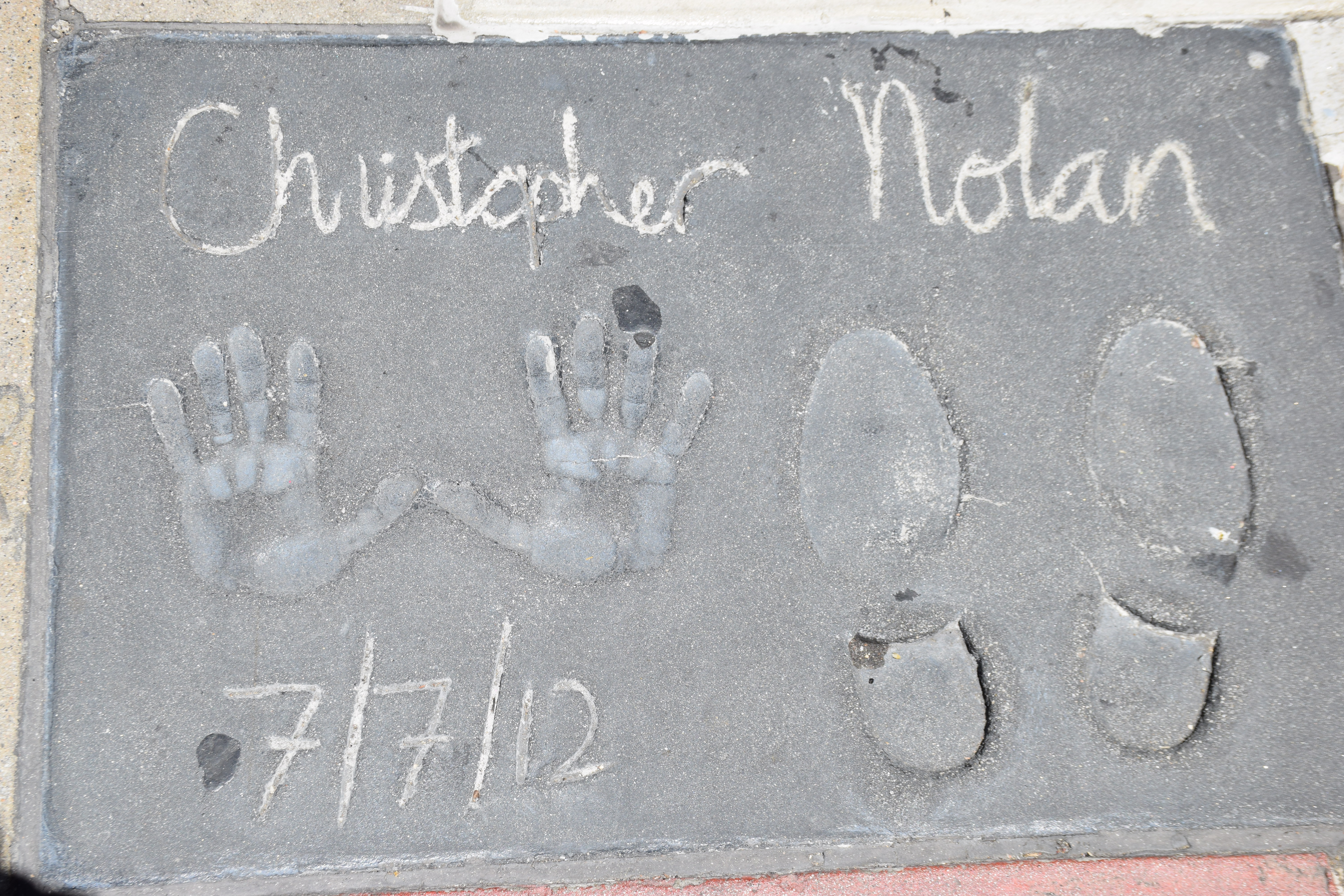
Empreintes de Nolan au Grauman's Chinese Theatre.

Christopher Nolan cumule notamment quatre nominations aux Oscars, trois aux British Academy Film Awards et sept aux Golden Globes. Concernant ces trois cérémonies, il n'est toutefois lauréat que de deux Golden Globes : meilleur réalisateur et meilleur film dramatique pour Oppenheimer. Il a en revanche reçu d'autres prix, dont trois Independent Spirit Awards et neuf Saturn Awards. Il est également récompensé par un César d'honneur en 2024 ; il reçoit, en outre, l'oscar du meilleur réalisateur pour la réalisation du film  Oppenheimer.
En 2012, il devient le plus jeune réalisateur à recevoir une cérémonie d'empreintes au Grauman's Chinese Theatre de Los Angeles. Nolan figure dans le classement des 100 personnes les plus influentes du monde du Time en 2015.
Nolan est nommé commandant de l'ordre de l'Empire britannique (CBE) dans les honneurs du Nouvel An 2019 pour services rendus au cinéma. Il est fait Chevalier du même ordre en 2024. Il est également nommé membre honoraire de l'UCL en 2006 et se voit conférer un doctorat honorifique en littérature (DLit) en 2017.
En considérant l'ensemble des distinctions des films qu'il a réalisés (sans se limiter à celles qui le concernent directement), ceux-ci ont reçu un total de 49 nominations aux Oscars pour 18 victoires.
| Film                                | Oscars du cinéma | Oscars du cinéma | BAFTA       | BAFTA       | Golden Globes | Golden Globes |
| Film                                | Nominations      | Récompenses      | Nominations | Récompenses | Nominations   | Récompenses   |
| ----------------------------------- | ---------------- | ---------------- | ----------- | ----------- | ------------- | ------------- |
| Memento                             | 2                |                  |             |             | 1             |               |
| Batman Begins                       | 1                |                  | 3           |             |               |               |
| Le Prestige                         | 2                |                  |             |             |               |               |
| The Dark Knight : Le Chevalier noir | 8                | 2                | 9           | 1           | 1             | 1             |
| Inception                           | 8                | 4                | 9           | 3           | 4             |               |
| The Dark Knight Rises               |                  |                  | 1           |             |               |               |
| Interstellar                        | 5                | 1                | 4           | 1           | 1             |               |
| Dunkerque                           | 8                | 3                | 8           | 1           | 3             |               |
| Tenet                               | 2                | 1                | 1           | 1           | 1             |               |
| Oppenheimer                         | 13               | 7                | 13          | 7           | 8             | 5             |
| Total                               | 49               | 18               | 48          | 14          | 19            | 6             |

## Postérité
Ayant réalisé certains des films les plus influents et les plus populaires de son temps,,,, l'œuvre de Nolan est « intensément appréciée, analysée et débattue aussi bien par les cinéphiles ordinaires que par les critiques et les universitaires du cinéma »,. Plusieurs de ses films sont considérés par les critiques comme les meilleurs de leurs décennies respectives,, et, selon le Wall Street Journal, sa « capacité à combiner succès au box-office et ambition artistique lui a donné une influence extraordinaire dans l'industrie ». Tom Shone qualifie Nolan de « cinéaste le plus accompli des îles Britanniques depuis Alfred Hitchcock ». En 2016, Memento, The Dark Knight et Inception figurent sur la liste des 100 plus grands films du XXIe siècle de la BBC. L'année suivante, cinq de ses films — alors au nombre de neuf — figurent dans le sondage du magazine Empire sur les « 100 plus grands films ». Nolan est décrit comme « l'auteur de blockbusters le plus expérimental du cinéma américain » et une « franchise en soi ».
Geoff Andrew, du British Film Institute et du magazine Sight & Sound, qualifie Nolan de « conteur à la créativité convaincante », le désignant comme l'un des rares cinéastes contemporains à produire des films très personnels parmi les films grand public d'Hollywood. Il souligne également la « virtuosité technique et le flair visuel » de ses films, ainsi que leur « brillante ingéniosité narrative et leur intérêt inhabituellement adulte pour des questions philosophiques complexes ». David Bordwell note que Nolan est « considéré comme l'un des cinéastes vivants les plus accomplis », citant sa capacité à transformer des films de genre en films à vocation artistique et commerciale, ainsi que ses résultats au box-office, la reconnaissance de la critique et sa popularité auprès des cinéphiles,. En 2008, le critique de cinéma Philip French considère Nolan comme « le premier grand talent à émerger au cours de ce [XXIe] siècle ». Le critique de cinéma Mark Kermode complimente le réalisateur pour avoir apporté « la discipline et l'éthique du cinéma indépendant d'art et d'essai » aux superproductions hollywoodiennes, le qualifiant de « preuve vivante qu'il n'est pas nécessaire de faire appel au plus petit dénominateur commun pour être rentable ». The Observer décrit Nolan comme un « conteur habile et stylisé, capable de combiner le spectacle de Spielberg avec la complexité intellectuelle de Nicolas Roeg ou Alain Resnais ». Mark Cousins félicite le réalisateur pour ses idées ambitieuses : « Les cinéastes hollywoodiens ont généralement peur des idées, mais pas Christopher Nolan ». Scott Foundas de Variety déclare que Nolan est « le premier conteur à grand spectacle de sa génération », tandis que Justin Chang du Los Angeles Times le qualifie de « grand procédurier du cinéma à grand spectacle du XXIe siècle, amateur de détails minutieux ».
Nolan est loué par de nombreux cinéastes et certains d'entre eux citent son travail comme ayant influencé le leur,,. Rupert Wyatt déclare dans une interview qu'il considère Nolan comme un « pionnier [...]. Il doit être admiré comme un maître du cinéma, mais aussi comme quelqu'un qui a donné aux autres après lui un bâton pour repousser ceux qui n'ont jamais pensé que le grand public serait prêt à adhérer à l'histoire et aux personnages autant qu'au spectacle ». Kenneth Branagh qualifie l'approche de Nolan du cinéma à grande échelle d'« unique dans le cinéma moderne », ajoutant que « quelle que soit la popularité de ses films, il reste un artiste et un auteur. Je pense que c'est pour cette raison qu'il est devenu une figure héroïque à la fois pour le public et pour les personnes qui travaillent derrière la caméra ». Michael Mann complimente Nolan pour sa « vision singulière » et le qualifie d'« auteur complet ». Nicolas Roeg déclare à propos de Nolan : « [Ses] films ont une certaine magie... Les gens parlent d'« art commercial » et le terme est généralement péjoratif ; Nolan travaille dans l'arène commerciale et pourtant il y a quelque chose de très poétique dans son travail ». Martin Scorsese qualifie les films du cinéaste de « films à grande échelle magnifiquement réalisés », tandis que Luca Guadagnino le considère comme « l'un des auteurs ultimes ».
Damien Chazelle déclare à propos de Nolan : « C'est un cinéaste qui a réussi, à maintes reprises, à rendre les projets les plus impersonnels en apparence — des épopées super-héroïques, des voyages dans l'espace lointain — profondément personnels ». Olivier Assayas dit admirer Nolan pour sa capacité à « faire des films qui ne ressemblent à rien d'autre. De mon point de vue, il possède une voix vraiment authentique ». Au sujet de la différence entre les films d'auteur et les blockbusters des grands studios, Steven Spielberg présente les Dark Knight de Nolan comme un exemple de ces deux types de films ; il qualifie également Memento et Inception de « chefs-d'œuvre ». Pour Denis Villeneuve, Nolan « [est] un cinéaste très impressionnant, parce qu'il est capable de garder son identité et de créer son propre univers dans un cadre aussi vaste... Apporter des concepts intellectuels et les porter à l'écran à cette échelle aujourd'hui, c'est très rare ». James Cameron regrette que Nolan n'ait pas été nommé à l'Oscar du meilleur réalisateur pour Inception, qu'il qualifie d'« œuvre cinématographique la plus stupéfiante de l'année, incontestablement ».